# Torneo Federal B Complementario 2016
El Torneo Federal B Complementario 2016, fue la cuarta temporada del certamen, perteneciente a la cuarta categoría para los equipos de fútbol de los clubes indirectamente afiliados a la AFA.
Comenzó el 12 de agosto y finalizó el 18 de diciembre.
Los descendidos del Federal A que participaron fueron Güemes (SdE) y Tiro Federal (BB), mientras que del Federal C ascendieron ADIUR, Atenas (RC), Defensores de Esquiú y Jorge Newbery (CR). Además, con motivo de la regionalización de la categoría, se sumaron 29 equipos invitados por mérito deportivo. A su vez, por la misma razón el formato cambió, para pasar a disputarse en ocho regiones organizadas geográficamente y subdivididas en dos zonas cada una.
La competición otorgó cuatro ascensos al Torneo Federal A, mientras que hubo 16 descensos, a lo que se sumó el de Sarmiento (A) por incidentes.

## Ascensos y descensos
- Equipos salientes

| Descendidos del Federal B 2016 |
| ------------------------------ |
| No hubo                        |

| Posición        | Ascendidos al Torneo Federal A 2016-17 |
| --------------- | -------------------------------------- |
| Primer ascenso  | Desamparados                           |
| Segundo ascenso | Rivadavia (L)                          |
| Tercer ascenso  | Agropecuario                           |

- Equipos entrantes

| Posición        | Ascendidos del Federal C 2016 |
| --------------- | ----------------------------- |
| Primer ascenso  | Defensores de Esquiú          |
| Segundo ascenso | ADIUR                         |
| Tercer ascenso  | Atenas (RC)                   |
| Cuarto ascenso  | Jorge Newbery (CR)            |

| Posición | Descendidos del Federal A 2016 |
| -------- | ------------------------------ |
| 34.º     | Güemes (SdE)                   |
| 35.º     | Tiro Federal (BB)              |

## Invitaciones
Con motivo de la regionalización del torneo, el Consejo Federal decidió invitar a 34 equipos, de los cuales aceptaron 29.

### Aceptadas
| Provincia        | Equipo                                           | Ciudad                      | Liga de origen              |
| ---------------- | ------------------------------------------------ | --------------------------- | --------------------------- |
| Buenos Aires     | Círculo Deportivo de Comandante Nicanor Otamendi | Comandante Nicanor Otamendi | Liga Marplatense            |
| Buenos Aires     | Club Atlético Argentino                          | Pergamino                   | Liga de Pergamino           |
| Buenos Aires     | Club Atlético Sportsman                          | Carmen de Areco             | Liga de Arrecifes           |
| Buenos Aires     | Club Atlético y Social Racing                    | Bavio                       | Liga Regional Chascomunense |
| Buenos Aires     | Club Ferrocarril Roca                            | Las Flores                  | Liga de Las Flores          |
| Buenos Aires     | Club Sportivo Barracas                           | Colón                       | Liga Deportiva de Colón     |
| Buenos Aires     | Racing Fútbol Club                               | Balcarce                    | Liga Balcarceña             |
| Chaco            | Club Atlético Villa Alvear                       | Resistencia                 | Liga Chaqueña               |
| Chaco            | Club San Carlos                                  | La Escondida                | Liga Regional               |
| Chaco            | Club Sportivo Juventud Unida                     | Charata                     | Liga del Noroeste Chaqueño  |
| Chubut           | Club Atlético Florentino Ameghino                | Comodoro Rivadavia          | Liga de Comodoro Rivadavia  |
| Córdoba          | Club Deportivo Juventud Unida                    | Río Cuarto                  | Liga Regional de Río Cuarto |
| Corrientes       | Club Social y Deportivo Madariaga                | Paso de los Libres          | Liga Libreña                |
| Entre Ríos       | Club Atlético Colegiales                         | Concordia                   | Liga Concordiense           |
| Entre Ríos       | Santa María de Oro Fútbol Club                   | Concordia                   | Liga Concordiense           |
| Formosa          | Club Atlético Laguna Blanca                      | Laguna Blanca               | Liga de Laguna Blanca       |
| Formosa          | Club Atlético y Deportivo Argentinos del Norte   | Clorinda                    | Liga Clorindense            |
| Jujuy            | Club Defensores de Fraile Pintado                | Fraile Pintado              | Liga Jujeña                 |
| Mendoza          | Club Deportivo Rodeo del Medio                   | Rodeo del Medio             | Liga Mendocina              |
| Misiones         | Club Atlético Bartolomé Mitre                    | Posadas                     | Liga Posadeña               |
| Neuquén          | Club Deportivo Rincón                            | Rincón de los Sauces        | Liga del Neuquén            |
| La Pampa         | Club Atlético All Boys                           | Santa Rosa                  | Liga Cultural               |
| Salta            | Club Atlético Chicoana                           | Chicoana                    | Liga del Valle de Lerma     |
| San Juan         | Club Atlético Colón Juniors                      | San Juan                    | Liga Sanjuanina             |
| San Juan         | Club Atlético Peñaflor                           | San Martín                  | Liga Caucetera              |
| San Juan         | Club Defensores de Boca                          | Media Agua                  | Liga Sarmientina            |
| Santa Cruz       | Club Atlético Social y Deportivo Estrella Norte  | Caleta Olivia               | Liga Norte de Santa Cruz    |
| Tierra del Fuego | Club Social y Deportivo Camioneros               | Río Grande                  | Liga Oficial de Río Grande  |
| Tucumán          | Club Atlético San Antonio                        | Ranchillos                  | Liga Tucumana               |

### Declinadas
| Provincia    | Equipo                                          | Ciudad                       | Liga de origen             |
| ------------ | ----------------------------------------------- | ---------------------------- | -------------------------- |
| Buenos Aires | Club Independiente                              | Tandil                       | Liga Tandilense            |
| Chaco        | Asociación Civil, Cultural y Deportiva Libertad | Charata                      | Liga del Noroeste Chaqueño |
| Chaco        | Club Atlético San Lorenzo                       | Presidencia Roque Sáenz Peña | Liga Saenzpeñense          |
| Misiones     | Club Atlético El Brete                          | Posadas                      | Liga Posadeña              |
| Santa Fe     | Club Social y Deportivo Argentino               | Franck                       | Liga Esperancina           |

## Renuncias
Cinco equipos renunciaron a sus plazas, descendiendo automáticamente de categoría.
| Provincia | Equipo                               | Ciudad      | Liga de origen        |
| --------- | ------------------------------------ | ----------- | --------------------- |
| La Rioja  | Club Atlético Américo Tesorieri      | La Rioja    | Liga Riojana          |
| Mendoza   | Club Atlético Argentino              | San José    | Liga Mendocina        |
| Misiones  | Asociación Ex Alumnos Escuela N.º185 | Oberá       | Liga Regional Obereña |
| Misiones  | Club Deportivo Jorge Gibson Brown    | Posadas     | Liga Posadeña         |
| Santa Fe  | Club Atlético Adelante               | Reconquista | Liga Reconquistense   |

## Formato

### Primera fase
Se dividió a los 129 equipos participantes en ocho regiones determinadas geográficamente: región norte (para equipos de Jujuy, Salta y Tucumán), región litoral norte (Corrientes, Chaco, Misiones y Formosa), región litoral sur (Santa Fe y Entre Ríos), región centro (Catamarca, La Rioja, Santiago del Estero y Córdoba), región cuyo (San Juan, Mendoza y San Luis), región pampeana norte (Buenos Aires este y norte), región pampeana sur (La Pampa y Buenos Aires sur y centro) y región sur (Neuquén, Río Negro, Chubut, Santa Cruz y Tierra del Fuego). A su vez, cada región fue subdividida en dos zonas con el mismo criterio, determinando así un total de 5 de 7 clubes, 6 de 8, 3 de 9 y 2 de 10. Los integrantes de cada zona se enfrentaron entre sí a dos rondas por el sistema de todos contra todos. Los dos primeros de cada una clasificaron a la Segunda fase, determinando 32 clasificados.

### Segunda a Cuarta fase
Los clasificados disputaron la Segunda fase a eliminación directa, a ida y vuelta, dentro de cada región, de la siguiente manera: 1.º Zona 1 vs. 2.º Zona 2 y 2.º Zona 1 vs. 1.º Zona 2, definiendo ambos punteros como locales. Los dos ganadores de cada cruce se enfrentaron entre sí en la Tercera fase, definiendo de local quien obtuvo mayor puntaje en la Primera fase dentro de su zona, para determinar un finalista por región. Todos los ganadores se enfrentaron en la Cuarta fase, o finales interregionales, con los cruces organizados geográficamente y con el mismo formato. Los cuatro vencedores obtuvieron el ascenso al Torneo Federal A 2017-18.

### Régimen de descenso
El equipo peor colocado en cada zona descendió al Torneo Federal C 2017, lo que determinó dieciséis descensos.

### Clasificación a la Copa Argentina 2016-17
Clasificaron a la Primera fase preliminar de la Copa Argentina 2016-17 los 32 equipos que llegaron a la segunda fase del torneo.

## Equipos participantes
| Norte                                                   |                             |                     |                                                         |               |                                 |
| A                                                       |                             |                     |                                                         |               |                                 |
| Asociación de Tiro y Deportes Río Grande                | La Mendieta                 | Jujuy               | Raúl René Romero                                        | 1800          | Liga Regional Jujeña            |
| Club Atlético Independiente                             | Hipólito Yrigoyen           | Salta               | Julio Verna Orquera                                     | 4500          | Liga Regional de Bermejo        |
| Club Atlético Mitre                                     | Salta                       | Salta               | Miguel Pascual Soler                                    | 4000          | Liga Salteña                    |
| Club Atlético Pellegrini                                | Salta                       | Salta               | Municipal de Salta                                      | 3500          | Liga Salteña                    |
| Club Atlético Talleres                                  | Perico                      | Jujuy               | Doctor Plinio Zabala                                    | 5000          | Liga Jujeña                     |
| Club Camioneros Argentinos del Norte                    | Salta                       | Salta               | Fray Honorato Pistoia                                   | 8000          | Liga Salteña                    |
| Club Defensores de Fraile Pintado                       | Fraile Pintado              | Jujuy               | Estadio sin nombre                                      | 2000          | Liga Jujeña                     |
| Club Deportivo Tabacal                                  | El Tabacal                  | Salta               | Estadio sin nombre                                      | 6000          | Liga Regional de Bermejo        |
| Club Sociedad de Tiro y Gimnasia                        | San Pedro                   | Jujuy               | Estadio sin nombre                                      | 5000          | Liga Regional Jujeña            |
| B                                                       |                             |                     |                                                         |               |                                 |
| Club Atlético Almirante Brown                           | Lules                       | Tucumán             | Estadio sin nombre                                      | 9000          | Liga Tucumana                   |
| Club Atlético Amalia                                    | Villa Amalia                | Tucumán             | Independencia de Tucumán                                | 3000          | Liga Tucumana                   |
| Club Atlético Central Norte                             | Salta                       | Salta               | Dr. Luis Güemes Padre Ernesto Martearena                | 6000 20 504   | Liga Salteña                    |
| Club Atlético Chicoana                                  | Chicoana                    | Salta               | Roberto Raúl Robles                                     | 4000          | Liga del Valle de Lerma         |
| Club Atlético Progreso                                  | Rosario de la Frontera      | Salta               | Municipal Rosario de la Frontera                        | 2500          | Liga de Rosario de la Frontera  |
| Club Atlético San Antonio                               | Ranchillos                  | Tucumán             | Doctor Antonio Moreno                                   | 8000          | Liga Tucumana                   |
| Club Social y Deportivo Lastenia                        | Lastenia                    | Tucumán             | Segundo 'Saitilla' Reynoso                              | 1500          | Liga Tucumana                   |
| Club Sportivo Bella Vista                               | Bella Vista                 | Tucumán             | De Las Palmeras                                         | 10 000        | Liga Tucumana                   |
| Club Sportivo Guzmán                                    | Tucumán                     | Tucumán             | Estadio sin nombre                                      | 7155          | Liga Tucumana                   |
| Litoral norte                                           |                             |                     |                                                         |               |                                 |
| A                                                       |                             |                     |                                                         |               |                                 |
| Club Atlético Laguna Blanca                             | Laguna Blanca               | Formosa             | Estadio sin nombre                                      | 2000          | Liga de Laguna Blanca           |
| Club Atlético y Deportivo Argentinos del Norte          | Clorinda                    | Formosa             | -                                                       | -             | Liga Clorindense                |
| Club Deportivo Comercio                                 | Santa Sylvina               | Chaco               | Estadio sin nombre                                      | 5000          | Asoc. del Oeste Chaqueño        |
| Club San Carlos                                         | La Escondida                | Chaco               | Estadio sin nombre                                      | 1000          | Liga Regional                   |
| Club Social y Deportivo Fontana                         | Fontana                     | Chaco               | Juan Alberto García Centenario                          | 20 000 25 000 | Liga Chaqueña                   |
| Club Sportivo General San Martín                        | Formosa                     | Formosa             | 17 de Octubre                                           | 2000          | Liga Formoseña                  |
| Club Sportivo Juventud Unida                            | Charata                     | Chaco               | Coliseo Rojo                                            | 2000          | Liga del Noroeste Chaqueño      |
| B                                                       |                             |                     |                                                         |               |                                 |
| Club Atlético Bartolomé Mitre                           | Posadas                     | Misiones            | Ernesto Tito Cucchiaroni                                | 7000          | Liga Posadeña                   |
| Club Atlético Resistencia Central                       | Resistencia                 | Chaco               | Eduardo Baltazar Colombo                                | 1500          | Liga Chaqueña                   |
| Club Atlético Villa Alvear                              | Resistencia                 | Chaco               | Eleuterio "Coco" Lucas                                  | 2000          | Liga Chaqueña                   |
| Club Social y Deportivo Madariaga                       | Paso de los Libres          | Corrientes          | Estadio Agustín Faraldo                                 | 4500          | Liga Libreña                    |
| Club Social y Deportivo Textil Mandiyú                  | Corrientes                  | Corrientes          | José Antonio Romero Feris                               | 16 000        | Liga Correntina                 |
| Ferroviario Corrientes Fútbol Club                      | Corrientes                  | Corrientes          | Juan Carlos Vallejos                                    | 5000          | Liga Correntina                 |
| Huracán Football Club                                   | Goya                        | Corrientes          | Ramón Cacique Oviedo                                    | 6000          | Liga Goyana                     |
| Litoral sur                                             |                             |                     |                                                         |               |                                 |
| A                                                       |                             |                     |                                                         |               |                                 |
| Club Atlético Belgrano                                  | Paraná                      | Entre Ríos          | Nuevo Mondonguero                                       | 3000          | Liga Paranaense                 |
| Club Atlético Colegiales                                | Concordia                   | Entre Ríos          | -                                                       | -             | Liga Concordiense               |
| Club Atlético Libertad                                  | Concordia                   | Entre Ríos          | Parque Mitre                                            | 5000          | Liga Concordiense               |
| Club Atlético Uruguay                                   | Concepción del Uruguay      | Entre Ríos          | Simón Luciano Plazaola                                  | 12 000        | Liga de Conc. del Uruguay       |
| Club Social y Deportivo Achirense                       | Colón                       | Entre Ríos          | Guillermo Bonnín                                        | 1000          | Liga Departamental de Colón     |
| Polideportivo Puerto General San Martín                 | Puerto General San Martín   | Santa Fe            | Polideportivo Municipal                                 | 1000          | Liga Regional Sanlorencina      |
| Santa María de Oro Fútbol Club                          | Concordia                   | Entre Ríos          | -                                                       | -             | Liga Concordiense               |
| Viale Foot-Ball Club                                    | Viale                       | Entre Ríos          | Estadio sin nombre                                      | 1000          | Liga de Paraná Campaña          |
| B                                                       |                             |                     |                                                         |               |                                 |
| Agrupación Deportiva Infantil Unión Rosario             | Rosario                     | Santa Fe            | -                                                       | -             | Liga Rosarina                   |
| Club Atlético 9 de Julio                                | Rafaela                     | Santa Fe            | Germán Solterman                                        | 8000          | Liga Rafaelina                  |
| Club Sportivo Ben Hur                                   | Rafaela                     | Santa Fe            | Parque                                                  | 13 000        | Liga Rafaelina                  |
| Club Atlético Coronel Aguirre                           | Villa Gobernador Gálvez     | Santa Fe            | Estadio sin nombre                                      | 12 000        | Liga Rosarina                   |
| Club Atlético San Jorge                                 | San Jorge                   | Santa Fe            | Parque 23 de Junio                                      | 4000          | Liga Dep. San Martín            |
| Club Atlético Tiro Federal Argentino                    | Rosario                     | Santa Fe            | Fortín de Ludueña                                       | 10 000        | Liga Rosarina                   |
| Club Sportivo Bernardino Rivadavia                      | Venado Tuerto               | Santa Fe            | El Coloso de Calle Sarmiento                            | 6000          | Liga Venadense                  |
| Centro                                                  |                             |                     |                                                         |               |                                 |
| A                                                       |                             |                     |                                                         |               |                                 |
| Andino Sport Club                                       | La Rioja                    | La Rioja            | Polideportivo 20 de Agosto                              | 5000          | Liga Riojana                    |
| Club Atlético Güemes                                    | Santiago del Estero         | Santiago del Estero | Arturo Miranda                                          | 2000          | Liga Santiagueña                |
| Club Atlético Policial                                  | Catamarca                   | Catamarca           | Malvinas Argentinas                                     | 12 000        | Liga Catamarqueña               |
| Club Atlético Sarmiento                                 | La Banda                    | Santiago del Estero | Ciudad de La Banda                                      | 8000          | Liga Santiagueña                |
| Club Atlético Unión Santiago                            | Santiago del Estero         | Santiago del Estero | Estadio sin nombre                                      | 5000          | Liga Santiagueña                |
| Club Atlético Vélez Sarsfield                           | San Ramón                   | Santiago del Estero | Coliseo de los Sueños                                   | 2500          | Liga Santiagueña                |
| Club Comercio Central Unidos                            | Santiago del Estero         | Santiago del Estero | Raúl Adolfo Seijas                                      | 1000          | Liga Santiagueña                |
| Club Defensores de Esquiú                               | San José                    | Catamarca           | Primo Antonio Prevedello                                | 10 000        | Liga Chacarera                  |
| Club Sportivo Villa Cubas                               | Catamarca                   | Catamarca           | La Leonera                                              | 7000          | Liga Catamarqueña               |
| Instituto Deportivo Santiago                            | Santiago del Estero         | Santiago del Estero | Raúl Adolfo Seijas                                      | 1000          | Liga Santiagueña                |
| B                                                       |                             |                     |                                                         |               |                                 |
| Asociación Atlética Estudiantes                         | Río Cuarto                  | Córdoba             | Ciudad de Río Cuarto                                    | 15 000        | Liga Regional de Río Cuarto     |
| Asoc. Mutual del Club Tiro Federal y Dep. Morteros      | Morteros                    | Córdoba             | Bautista Monetti                                        | 5500          | Liga Reg. de San Francisco      |
| Club Atlético Aeronáutico Biblioteca y Mutual Sarmiento | Leones                      | Córdoba             | La Calderita                                            | 3200          | Liga Bellvillense               |
| Club Atlético Alumni                                    | Villa María                 | Córdoba             | Plaza Ocampo                                            | 7000          | Liga Villamariense              |
| Club Atlético Argentino Peñarol                         | Córdoba                     | Córdoba             | El Trampero                                             | 4000          | Liga Cordobesa                  |
| Club Atlético Las Palmas                                | Córdoba                     | Córdoba             | Avenida Ramón García Martínez                           | 5000          | Liga Cordobesa                  |
| Club Atlético Racing                                    | Córdoba                     | Córdoba             | Miguel Sancho                                           | 18 000        | Liga Cordobesa                  |
| Club Deportivo Juventud Unida                           | Coronel Baigorria           | Córdoba             | -                                                       | -             | Liga Regional de Río Cuarto     |
| Club Sportivo y Biblioteca Atenas                       | Río Cuarto                  | Córdoba             | 9 de Julio                                              | 6000          | Liga Regional de Río Cuarto     |
| Cuyo                                                    |                             |                     |                                                         |               |                                 |
| A                                                       |                             |                     |                                                         |               |                                 |
| Club Atlético Colón Juniors                             | San Juan                    | San Juan            | Dr. Jorge R. Barassi                                    | 4000          | Liga Sanjuanina                 |
| Club Atlético de la Juventud Alianza                    | Santa Lucía                 | San Juan            | Centenario                                              | 15 000        | Liga Sanjuanina                 |
| Club Atlético Independiente de Villa Obrera             | Villa Obrera                | San Juan            | La Boutique                                             | 7000          | Liga Sanjuanina                 |
| Club Atlético Peñaflor                                  | San Martín                  | San Juan            | Augusto Pulenta                                         | 4000          | Liga Caucetera                  |
| Club Atlético Trinidad                                  | San Juan                    | San Juan            | El Templo                                               | 15 000        | Liga Sanjuanina                 |
| Club Defensores de Boca                                 | Media Agua                  | San Juan            | -                                                       | -             | Liga Sarmientina                |
| Club Sportivo Peñarol                                   | Chimbas                     | San Juan            | Ramón Pablo Rojas                                       | 4000          | Liga Sanjuanina                 |
| Club Sportivo San Martín Iglesia                        | Rodeo                       | San Juan            | Ingelmo Nicolás Blázquez                                | 10 000        | Liga Iglesiana                  |
| B                                                       |                             |                     |                                                         |               |                                 |
| Atlético Club San Martín                                | San Martín                  | Mendoza             | Libertador General San Martín                           | 8782          | Liga Mendocina                  |
| Club Atlético Huracán Las Heras                         | Las Heras                   | Mendoza             | General San Martín                                      | 10 000        | Liga Mendocina                  |
| Club Atlético Palmira                                   | Palmira                     | Mendoza             | José Castro                                             | 5000          | Liga Mendocina                  |
| Club Deportivo Rodeo del Medio                          | Rodeo del Medio             | Mendoza             | Estadio sin nombre                                      | -             | Liga Mendocina                  |
| Club Empleados de Comercio                              | Guaymallén                  | Mendoza             | Padre Gagliardi                                         | 5000          | Liga Mendocina                  |
| Club Huracán                                            | San Rafael                  | Mendoza             | Pretel hermanos                                         | 10 000        | Liga Sanrafaelina               |
| Club Jorge Newbery                                      | Villa Mercedes              | San Luis            | Osvaldo Centioni                                        | 7500          | Liga de Villa Mercedes          |
| Club Social y Deportivo Montecaseros                    | San Martín                  | Mendoza             | Estadio sin nombre                                      | 3000          | Liga Rivadaviense               |
| Luján Sport Club                                        | Luján de Cuyo               | Mendoza             | Jardín del Bajo                                         | 8000          | Liga Mendocina                  |
| Sport Club Pacífico                                     | General Alvear              | Mendoza             | El Gigante de Cemento                                   | 7000          | Liga Alvearense                 |
| Pampeana norte                                          |                             |                     |                                                         |               |                                 |
| A                                                       |                             |                     |                                                         |               |                                 |
| Bragado Club y Biblioteca Pública                       | Bragado                     | Buenos Aires        | Municipal de Bragado                                    | 1000          | Liga Bragadense                 |
| Club Atlético El Linqueño                               | Lincoln                     | Buenos Aires        | Leonardo Costa                                          | 6000          | Liga Amateur de Deportes        |
| Club Atlético Independiente                             | Chivilcoy                   | Buenos Aires        | Raúl Orlando Lungarzo                                   | 2500          | Liga Chivilcoyana               |
| Club Atlético Social y Deportivo Camioneros             | Nueve de Abril              | Buenos Aires        | Hugo Moyano                                             | 2000          | Liga Lujanense                  |
| Club Atlético Sportsman                                 | Carmen de Areco             | Buenos Aires        | Municipal de Carmen de Areco                            | 1000          | Liga de Arrecifes               |
| Club Atlético y Social Racing                           | Bavio                       | Buenos Aires        | -                                                       | -             | Liga Regional Chascomunense     |
| Club Everton                                            | La Plata                    | Buenos Aires        | Predio de 7 y 629                                       | 2500          | Liga Amateur Platense           |
| Club Football Jorge Newbery                             | Junín                       | Buenos Aires        | Parque General San Martín                               | 6000          | Liga Deportiva del Oeste        |
| B                                                       |                             | Buenos Aires        |                                                         |               |                                 |
| Club Atlético Argentino                                 | Pergamino                   | Buenos Aires        | Fernando Bello                                          | 3000          | Liga de Pergamino               |
| Club Atlético Juventud                                  | Pergamino                   | Buenos Aires        | Carlos Raúl Grondona                                    | 7000          | Liga de Pergamino               |
| Club Belgrano                                           | San Nicolás                 | Buenos Aires        | Fortunato Bonelli                                       | 3500          | Liga Nicoleña                   |
| Club Defensores de Salto                                | Salto                       | Buenos Aires        | Carlos Testa                                            | 7500          | Liga de Salto                   |
| Club Social y Deportivo La Emilia                       | La Emilia                   | Buenos Aires        | Jacinto López                                           | 6000          | Liga Nicoleña                   |
| Club Sportivo Baradero                                  | Baradero                    | Buenos Aires        | Polideportivo de ruta 41                                | 1500          | Liga de Baradero                |
| Club Sportivo Barracas                                  | Colón                       | Buenos Aires        | Roberto Tito Pérez                                      | 2000          | Liga Deportiva de Colón         |
| General Rojo Unión Deportiva                            | General Rojo                | Buenos Aires        | José Natta                                              | 2000          | Liga Nicoleña                   |
| Pampeana sur                                            |                             | Buenos Aires        |                                                         |               |                                 |
| A                                                       |                             | Buenos Aires        |                                                         |               |                                 |
| Centro Deportivo Sarmiento                              | Coronel Suárez              | Buenos Aires        | Juan Emilio Bove                                        | 4000          | Liga Regional de Coronel Suárez |
| Club Atlético All Boys                                  | Santa Rosa                  | La Pampa            | Ramón Turnes                                            | 4500          | Liga Cultural                   |
| Club Atlético Liniers                                   | Bahía Blanca                | Buenos Aires        | Alejandro Pérez                                         | 12 000        | Liga del Sur                    |
| Club Atlético Sansinena Social y Deportivo              | General Cerri               | Buenos Aires        | Luis Molina                                             | 4000          | Liga del Sur                    |
| Club Bella Vista                                        | Bahía Blanca                | Buenos Aires        | Ignacio Nicolás                                         | 4000          | Liga del Sur                    |
| Club Tiro Federal                                       | Bahía Blanca                | Buenos Aires        | Onofre Pirrone                                          | 3500          | Liga del Sur                    |
| Fútbol Club Ferro Carril Sud                            | Olavarría                   | Buenos Aires        | Domingo Colasurdo                                       | 2000          | Liga de Olavarría               |
| B                                                       |                             | Buenos Aires        |                                                         |               |                                 |
| Círculo Deportivo de Cte. N. Otamendi                   | Comandante Nicanor Otamendi | Buenos Aires        | Guillermo Trama                                         | 300           | Liga Marplatense                |
| Club Atlético Argentinos                                | Veinticinco de Mayo         | Buenos Aires        | Estadio sin nombre                                      | 3000          | Liga Veinticinqueña             |
| Club Atlético Kimberley                                 | Mar del Plata               | Buenos Aires        | José Antonio Valle José María Minella                   | 4000 35 354   | Liga Marplatense                |
| Club Atlético Sarmiento                                 | Ayacucho                    | Buenos Aires        | Municipal Dr. José Antonio Barbieri                     | 3000          | Liga Ayacuchense                |
| Club Cívico Social Recreativo y Deportivo América       | General Pirán               | Buenos Aires        | Don Bosco                                               | 1000          | Liga Maipuense                  |
| Club Atlético Ferro Carril Roca                         | Las Flores                  | Buenos Aires        | Estadio sin nombre                                      | 1500          | Liga de Las Flores              |
| Racing Fútbol Club                                      | Balcarce                    | Buenos Aires        | Municipal General Balcarce                              | 3500          | Liga Balcarceña                 |
| Sur                                                     |                             |                     |                                                         |               |                                 |
| A                                                       |                             |                     |                                                         |               |                                 |
| Asociación Atlético Boxing Club                         | Río Gallegos                | Santa Cruz          | Ciudad del Centenario                                   | 1500          | Liga Sur de Santa Cruz          |
| Club Atlético Florentino Ameghino                       | Comodoro Rivadavia          | Chubut              | Municipal de Comodoro Rivadavia                         | 8300          | Liga de Comodoro Rivadavia      |
| Club Atlético Huracán                                   | Comodoro Rivadavia          | Chubut              | César Muñoz                                             | 4500          | Liga de Comodoro Rivadavia      |
| Club Atlético Jorge Newbery                             | Comodoro Rivadavia          | Chubut              | Estadio sin nombre                                      | 4000          | Liga de Comodoro Rivadavia      |
| Club Atlético Social y Deportivo Estrella Norte         | Caleta Olivia               | Santa Cruz          | El Templo del Barrio Miramar Municipal de Caleta Olivia | 1500 5000     | Liga Norte de Santa Cruz        |
| Club Social y Deportivo Camioneros                      | Río Grande                  | Tierra del Fuego    | Municipal de Río Grande                                 | 1600          | Liga Oficial de Río Grande      |
| Comisión de Actividades Infantiles                      | Comodoro Rivadavia          | Chubut              | Municipal de Comodoro Rivadavia                         | 8300          | Liga de Comodoro Rivadavia      |
| B                                                       |                             | Chubut              |                                                         |               |                                 |
| Club Atlético Germinal                                  | Rawson                      | Chubut              | El Fortín                                               | 8000          | Liga Valle del Chubut           |
| Club Deportivo Cruz del Sur                             | Bariloche                   | Río Negro           | Municipal de Bariloche                                  | 3000          | Liga de Bariloche               |
| Club Deportivo Independiente                            | Río Colorado                | Río Negro           | Antonio López Belzagui                                  | 6500          | Liga de Río Colorado            |
| Club Deportivo Rincón                                   | Rincón de los Sauces        | Neuquén             | Camping de los Petroleros                               | 400           | Liga del Neuquén                |
| Club Social y Deportivo 25 de Mayo                      | 25 de Mayo                  | La Pampa            | Municipal de 25 de Mayo                                 | 3000          | Liga Deportiva Confluencia      |
| Club Social y Deportivo Alianza                         | Cutral Có                   | Neuquén             | Coloso de Ruca Quimey                                   | 16 500        | Liga del Neuquén                |
| Club Sol de Mayo                                        | Viedma                      | Río Negro           | Estadio sin nombre                                      | 5000          | Liga Rionegrina                 |
| Racing Club                                             | Trelew                      | Chubut              | Cayetano Castro                                         | 5000          | Liga Valle del Chubut           |

### Distribución geográfica
| Región                   | Cant. | Equipos |
| ------------------------ | ----- | --- |
| Interior de Buenos Aires | 29    | América (GP), Argentinos (VdM), Argentino (P), Deportivo Camioneros, Belgrano (SN), Bella Vista (BB), Bragado Club, Círculo Deportivo de CNO, Defensores de Salto, El Linqueño, Everton, Ferro (LF), Ferro Sud (O), General Rojo, Independiente (Ch), Jorge Newbery (J), Juventud (P), Kimberley, La Emilia, Liniers (BB), Racing (Balcarce), Racing (Bavio), Sansinena, Sarmiento (A), Sarmiento (CS), Sportivo Baradero, Sportivo Barracas (C), Sportsman y Tiro Federal (BB). |
| Córdoba                  | 9     | Alumni (VM), Argentino Peñarol, Atenas (RC), Estudiantes (RC), Juventud Unida (RC), Las Palmas, Racing (C), Sarmiento (L) y Tiro Federal (M). |
| Mendoza                  | 9     | Atlético Palmira, Deportivo Montecaseros, Deportivo Rodeo del Medio, Empleados de Comercio, Huracán Las Heras, Huracán (SR), Luján SC, Pacífico y San Martín (M). |
| Santa Fe                 | 8     | 9 de Julio (R), ADIUR, Ben Hur, Coronel Aguirre, Puerto General San Martín, San Jorge (SF), Sportivo Rivadavia (VT) y Tiro Federal (R). |
| Salta                    | 8     | Atlético Chicoana, Atlético Pellegrini (S), Camioneros Argentinos del Norte, Central Norte (S), Deportivo Tabacal, Independiente (HY), Mitre (S) y Progreso (RdlF). |
| San Juan                 | 8     | Atlético Trinidad, Colón Juniors, Defensores de Boca (Media Agua), Independiente (VO), Juventud Alianza, Peñaflor, San Martín (R) y Sportivo Peñarol (C). |
| Entre Ríos               | 7     | Atlético Uruguay, Belgrano (P), Colegiales (C), Deportivo Achirense, Libertad (C), Santa María de Oro y Viale FBC. |
| Chaco                    | 6     | Comercio (SS), Deportivo Fontana, Juventud Unida (C), Resistencia Central, San Carlos (LE) y Villa Alvear. |
| Chubut                   | 6     | CAI, Florentino Ameghino, Germinal, Huracán (CR), Jorge Newbery (CR) y Racing (T). |
| Santiago del Estero      | 6     | Comercio Central Unidos, Güemes (SdE), Instituto Santiago, Sarmiento (LB), Unión Santiago y Vélez Sarsfield (SR). |
| Tucumán                  | 6     | Almirante Brown (L), Atlético Amalia, Bella Vista (T), Deportivo Lastenia, San Antonio (R) y Sportivo Guzmán. |
| Corrientes               | 4     | Deportivo Madariaga, Ferroviario, Huracán (G) y Textil Mandiyú. |
| Jujuy                    | 4     | Defensores de Fraile Pintado, Río Grande, Talleres (P) y Tiro y Gimnasia. |
| Catamarca                | 3     | Atlético Policial, Defensores de Esquiú y Villa Cubas. |
| Formosa                  | 3     | Argentinos del Norte (C), Atlético Laguna Blanca y San Martín (F). |
| Río Negro                | 3     | Cruz del Sur, Independiente (RC) y Sol de Mayo. |
| La Pampa                 | 2     | All Boys (SR) y Deportivo 25 de Mayo (LP). |
| Neuquén                  | 2     | Alianza (CC) y Deportivo Rincón. |
| Santa Cruz               | 2     | Boxing Club y Estrella Norte. |
| La Rioja                 | 1     | Andino. |
| Misiones                 | 1     | Bartolomé Mitre (P). |
| San Luis                 | 1     | Jorge Newbery (VM). |
| Tierra del Fuego         | 1     | Camioneros (RG). |
| Total                    | 129   | |

## Primera fase

### Región Norte

#### Zona A

##### Tabla de posiciones
| Pos. | Equipo                            | Pts. | PJ | PG | PE | PP | GF | GC | Dif. |
| ---- | --------------------------------- | ---- | -- | -- | -- | -- | -- | -- | ---- |
| 01.º | Talleres (Perico)                 | 32   | 16 | 9  | 5  | 2  | 20 | 10 | 10   |
| 02.º | Mitre (Salta)                     | 31   | 16 | 8  | 7  | 1  | 23 | 10 | 13   |
| 03.º | Independiente (Hipólito Yrigoyen) | 27   | 16 | 7  | 6  | 3  | 24 | 15 | 9    |
| 04.º | Camioneros Argentinos del Norte   | 20   | 16 | 5  | 5  | 6  | 19 | 19 | 0    |
| 05.º | Defensores de Fraile Pintado      | 19   | 16 | 4  | 7  | 5  | 15 | 15 | 0    |
| 06.º | Atlético Pellegrini (Salta)       | 19   | 16 | 5  | 4  | 7  | 16 | 20 | −4   |
| 07.º | Tiro y Gimnasia                   | 18   | 16 | 4  | 6  | 6  | 14 | 19 | −5   |
| 08.º | Deportivo Tabacal                 | 17   | 16 | 4  | 5  | 7  | 19 | 22 | −3   |
| 09.º | Río Grande                        | 9    | 16 | 2  | 3  | 11 | 12 | 32 | −20  |

|  | Clasificaron a la Segunda fase y a la Primera fase preliminar de la Copa Argentina 2016-17 |
|  | Descendió al Federal C 2017                                                                |

##### Resultados
| Deportivo Tabacal                      | 1 - 1 | Independiente (HY)     | 14 de agosto | 16:00 |
| Río Grande                             | 0 - 2 | Tiro y Gimnasia        | 14 de agosto | 16:00 |
| Atlético Pellegrini (S)                | 0 - 1 | Mitre (S)              | 14 de agosto | 16:00 |
| Talleres (P)                           | 1 - 0 | Def. de Fraile Pintado | 14 de agosto | 16:30 |
| Libre: Camioneros Argentinos del Norte |       |                        |              |       |

| Tiro y Gimnasia                    | 0 - 3 | Talleres (P)              | 19 de agosto | 16:00 |
| Def. de Fraile Pintado             | 1 - 1 | Deportivo Tabacal         | 20 de agosto | 16:30 |
| Mitre (S)                          | 1 - 0 | Río Grande                | 20 de agosto | 16:30 |
| Independiente (HY)                 | 1 - 0 | Camioneros Arg. del Norte | 20 de agosto | 17:00 |
| Libre: Atlético Pellegrini (Salta) |       |                           |              |       |

| Camioneros Arg. del Norte                | 0 - 1 | Def. de Fraile Pintado  | 24 de agosto | 16:00 |
| Río Grande                               | 1 - 0 | Atlético Pellegrini (S) | 24 de agosto | 16:30 |
| Deportivo Tabacal                        | 2 - 1 | Tiro y Gimnasia         | 24 de agosto | 21:00 |
| Talleres (P)                             | 0 - 2 | Mitre (S)               | 24 de agosto | 21:30 |
| Libre: Independiente (Hipólito Yrigoyen) |       |                         |              |       |

| Atlético Pellegrini (S) | 2 - 4 | Talleres (P)              | 28 de agosto | 16:30 |
| Mitre (S)               | 1 - 1 | Deportivo Tabacal         | 28 de agosto | 16:30 |
| Def. de Fraile Pintado  | 1 - 2 | Independiente (HY)        | 28 de agosto | 16:30 |
| Tiro y Gimnasia         | 2 - 2 | Camioneros Arg. del Norte | 28 de agosto | 16:30 |
| Libre: Río Grande       |       |                           |              |       |

| Deportivo Tabacal                   | 0 - 1 | Atlético Pellegrini (S) | 4 de septiembre | 16:00 |
| Talleres (P)                        | 3 - 1 | Río Grande              | 4 de septiembre | 16:30 |
| Independiente (HY)                  | 2 - 0 | Tiro y Gimnasia         | 4 de septiembre | 16:30 |
| Camioneros Arg. del Norte           | 1 - 1 | Mitre (S)               | 5 de septiembre | 21:30 |
| Libre: Defensores de Fraile Pintado |       |                         |                 |       |

| Tiro y Gimnasia          | 1 - 1 | Def. de Fraile Pintado    | 10 de septiembre | 16:30 |
| Río Grande               | 1 - 1 | Deportivo Tabacal         | 10 de septiembre | 16:30 |
| Mitre (S)                | 1 - 1 | Independiente (HY)        | 10 de septiembre | 16:30 |
| Atlético Pellegrini (S)  | 0 - 2 | Camioneros Arg. del Norte | 10 de septiembre | 21:30 |
| Libre: Talleres (Perico) |       |                           |                  |       |

| Independiente (HY)        | 1 - 1 | Atlético Pellegrini (S) | 14 de septiembre | 16:00 |
| Def. de Fraile Pintado    | 0 - 2 | Mitre (S)               | 14 de septiembre | 16:30 |
| Camioneros Arg. del Norte | 1 - 0 | Río Grande              | 14 de septiembre | 21:30 |
| Deportivo Tabacal         | 1 - 0 | Talleres (P)            | 14 de septiembre | 21:30 |
| Libre: Tiro y Gimnasia    |       |                         |                  |       |

| Atlético Pellegrini (S)  | 1 - 0 | Def. de Fraile Pintado    | 18 de septiembre | 16:00 |
| Talleres (P)             | 1 - 0 | Camioneros Arg. del Norte | 18 de septiembre | 16:30 |
| Mitre (S)                | 0 - 0 | Tiro y Gimnasia           | 18 de septiembre | 16:30 |
| Río Grande               | 0 - 1 | Independiente (HY)        | 18 de septiembre | 16:30 |
| Libre: Deportivo Tabacal |       |                           |                  |       |

| Tiro y Gimnasia           | 1 - 0 | Atlético Pellegrini (S) | 24 de septiembre | 16:30 |
| Def. de Fraile Pintado    | 2 - 0 | Río Grande              | 24 de septiembre | 16:30 |
| Independiente (HY)        | 1 - 1 | Talleres (P)            | 24 de septiembre | 17:00 |
| Camioneros Arg. del Norte | 0 - 1 | Deportivo Tabacal       | 24 de septiembre | 21:30 |
| Libre: Mitre (Salta)      |       |                         |                  |       |

| Def. de Fraile Pintado                 | 0 - 1 | Talleres (P)            | 28 de septiembre | 16:30 |
| Tiro y Gimnasia                        | 0 - 1 | Río Grande              | 28 de septiembre | 16:30 |
| Mitre (S)                              | 0 - 0 | Atlético Pellegrini (S) | 28 de septiembre | 16:30 |
| Independiente (HY)                     | 1 - 0 | Deportivo Tabacal       | 28 de septiembre | 21:00 |
| Libre: Camioneros Argentinos del Norte |       |                         |                  |       |

| Deportivo Tabacal                  | 1 - 2 | Def. de Fraile Pintado | 2 de octubre | 16:00 |
| Río Grande                         | 1 - 3 | Mitre (S)              | 2 de octubre | 16:30 |
| Camioneros Arg. del Norte          | 2 - 2 | Independiente (HY)     | 2 de octubre | 16:30 |
| Talleres (P)                       | 0 - 0 | Tiro y Gimnasia        | 2 de octubre | 17:00 |
| Libre: Atlético Pellegrini (Salta) |       |                        |              |       |

| Atlético Pellegrini (S)                  | 2 - 2 | Río Grande                | 8 de octubre | 21:30 |
| Mitre (S)                                | 1 - 1 | Talleres (P)              | 9 de octubre | 16:30 |
| Tiro y Gimnasia                          | 1 - 1 | Deportivo Tabacal         | 9 de octubre | 16:45 |
| Def. de Fraile Pintado                   | 0 - 0 | Camioneros Arg. del Norte | 9 de octubre | 16:45 |
| Libre: Independiente (Hipólito Yrigoyen) |       |                           |              |       |

| Talleres (P)              | 1 - 0 | Atlético Pellegrini (S) | 14 de octubre | 21:30 |
| Deportivo Tabacal         | 2 - 4 | Mitre (S)               | 15 de octubre | 16:00 |
| Camioneros Arg. del Norte | 2 - 4 | Tiro y Gimnasia         | 15 de octubre | 16:30 |
| Independiente (HY)        | 1 - 1 | Def. de Fraile Pintado  | 15 de octubre | 21:30 |
| Libre: Río Grande         |       |                         |               |       |

| Río Grande                          | 1 - 1 | Talleres (P)              | 19 de octubre | 16:45 |
| Tiro y Gimnasia                     | 1 - 4 | Independiente (HY)        | 19 de octubre | 16:45 |
| Mitre (S)                           | 3 - 0 | Camioneros Arg. del Norte | 19 de octubre | 18:00 |
| Atlético Pellegrini (S)             | 2 - 0 | Deportivo Tabacal         | 19 de octubre | 21:30 |
| Libre: Defensores de Fraile Pintado |       |                           |               |       |

| Deportivo Tabacal         | 4 - 2 | Río Grande              | 23 de octubre | 16:00 |
| Def. de Fraile Pintado    | 0 - 0 | Tiro y Gimnasia         | 23 de octubre | 16:45 |
| Independiente (HY)        | 1 - 2 | Mitre (S)               | 23 de octubre | 17:00 |
| Camioneros Arg. del Norte | 4 - 2 | Atlético Pellegrini (S) | 23 de octubre | 17:00 |
| Libre: Talleres (Perico)  |       |                         |               |       |

| Mitre (S)               | 1 - 1 | Def. de Fraile Pintado    | 29 de octubre | 19:00 |
| Atlético Pellegrini (S) | 3 - 2 | Independiente (HY)        | 30 de octubre | 16:30 |
| Río Grande              | 0 - 3 | Camioneros Arg. del Norte | 30 de octubre | 16:30 |
| Talleres (P)            | 2 - 1 | Deportivo Tabacal         | 30 de octubre | 17:00 |
| Libre: Tiro y Gimnasia  |       |                           |               |       |

| Independiente (HY)        | 3 - 0 | Río Grande              | 4 de noviembre | 21:30 |
| Tiro y Gimnasia           | 1 - 0 | Mitre (S)               | 6 de noviembre | 16:45 |
| Camioneros Arg. del Norte | 0 - 0 | Talleres (P)            | 6 de noviembre | 17:00 |
| Def. de Fraile Pintado    | 1 - 1 | Atlético Pellegrini (S) | 6 de noviembre | 17:00 |
| Libre: Deportivo Tabacal  |       |                         |                |       |

| Río Grande              | 2 - 4 | Def. de Fraile Pintado    | 11 de noviembre | 17:00 |
| Deportivo Tabacal       | 1 - 2 | Camioneros Arg. del Norte | 12 de noviembre | 17:00 |
| Talleres (P)            | 1 - 0 | Independiente (HY)        | 12 de noviembre | 18:00 |
| Atlético Pellegrini (S) | 1 - 0 | Tiro y Gimnasia           | 12 de noviembre | 22:00 |
| Libre: Mitre (Salta)    |       |                           |                 |       |

#### Zona B

##### Tabla de posiciones
| Pos. | Equipo                            | Pts. | PJ | PG | PE | PP | GF | GC | Dif. |
| ---- | --------------------------------- | ---- | -- | -- | -- | -- | -- | -- | ---- |
| 01.º | Central Norte (Salta)             | 41   | 16 | 13 | 2  | 1  | 36 | 9  | 27   |
| 02.º | Almirante Brown (Lules)           | 31   | 16 | 9  | 4  | 3  | 25 | 15 | 10   |
| 03.º | Progreso (Rosario de la Frontera) | 22   | 16 | 6  | 4  | 6  | 18 | 27 | −9   |
| 04.º | San Antonio (Ranchillos)          | 21   | 16 | 6  | 3  | 7  | 14 | 20 | −6   |
| 05.º | Bella Vista (Tucumán)             | 20   | 16 | 5  | 5  | 6  | 17 | 14 | 3    |
| 06.º | Sportivo Guzmán                   | 18   | 16 | 3  | 9  | 4  | 14 | 14 | 0    |
| 07.º | Deportivo Lastenia                | 16   | 16 | 4  | 4  | 8  | 13 | 19 | −6   |
| 08.º | Atlético Amalia                   | 15   | 16 | 3  | 6  | 7  | 10 | 18 | −8   |
| 09.º | Atlético Chicoana                 | 12   | 16 | 3  | 3  | 10 | 12 | 23 | −11  |

|  | Clasificaron a la Segunda fase y a la Primera fase preliminar de la Copa Argentina 2016-17 |
|  | Descendió al Federal C 2017                                                                |

##### Resultados
| Sportivo Guzmán              | 0 - 0 | Almirante Brown (L) | 13 de agosto | 16:00 |
| Bella Vista (T)              | 0 - 0 | Atlético Amalia     | 14 de agosto | 16:00 |
| Deportivo Lastenia           | 1 - 0 | San Antonio (R)     | 14 de agosto | 16:00 |
| Progreso (RdlF)              | 3 - 1 | Atlético Chicoana   | 14 de agosto | 16:30 |
| Libre: Central Norte (Salta) |       |                     |              |       |

| Atlético Chicoana         | 0 - 1 | Bella Vista (T)   | 20 de agosto | 16:00 |
| Almirante Brown (L)       | 0 - 2 | Central Norte (S) | 20 de agosto | 16:00 |
| San Antonio (R)           | 1 - 0 | Progreso (RdlF)   | 20 de agosto | 16:00 |
| Atlético Amalia           | 0 - 0 | Sportivo Guzmán   | 20 de agosto | 16:00 |
| Libre: Deportivo Lastenia |       |                   |              |       |

| Bella Vista (T)                | 2 - 0 | San Antonio (R)    | 24 de agosto | 16:10 |
| Sportivo Guzmán                | 2 - 0 | Atlético Chicoana  | 24 de agosto | 16:10 |
| Progreso (RdlF)                | 2 - 2 | Deportivo Lastenia | 24 de agosto | 21:30 |
| Central Norte (S)              | 2 - 0 | Atlético Amalia    | 24 de agosto | 22:00 |
| Libre: Almirante Brown (Lules) |       |                    |              |       |

| Deportivo Lastenia                       | 1 - 2 | Bella Vista (T)     | 28 de agosto | 16:00 |
| San Antonio (R)                          | 2 - 1 | Sportivo Guzmán     | 28 de agosto | 16:00 |
| Atlético Chicoana                        | 0 - 3 | Central Norte (S)   | 28 de agosto | 17:00 |
| Atlético Amalia                          | 0 - 3 | Almirante Brown (L) | 29 de agosto | 16:00 |
| Libre: Progreso (Rosario de la Frontera) |       |                     |              |       |

| Sportivo Guzmán        | 0 - 0 | Deportivo Lastenia | 3 de septiembre | 16:10 |
| Central Norte (S)      | 3 - 0 | San Antonio (R)    | 3 de septiembre | 21:35 |
| Almirante Brown (L)    | 0 - 0 | Atlético Chicoana  | 4 de septiembre | 16:00 |
| Bella Vista (T)        | 5 - 0 | Progreso (RdlF)    | 4 de septiembre | 16:00 |
| Libre: Atlético Amalia |       |                    |                 |       |

| Deportivo Lastenia           | 0 - 2 | Central Norte (S)   | 10 de septiembre | 16:00 |
| San Antonio (R)              | 0 - 3 | Almirante Brown (L) | 10 de septiembre | 16:00 |
| Atlético Chicoana            | 2 - 0 | Atlético Amalia     | 10 de septiembre | 16:30 |
| Progreso (RdlF)              | 0 - 0 | Sportivo Guzmán     | 10 de septiembre | 17:00 |
| Libre: Bella Vista (Tucumán) |       |                     |                  |       |

| Atlético Amalia          | 1 - 0 | San Antonio (T)    | 14 de septiembre | 16:00 |
| Almirante Brown (L)      | 1 - 0 | Deportivo Lastenia | 14 de septiembre | 16:00 |
| Sportivo Guzmán          | 1 - 0 | Bella Vista (T)    | 14 de septiembre | 16:00 |
| Central Norte (S)        | 4 - 0 | Progreso (RdlF)    | 14 de septiembre | 21:00 |
| Libre: Atlético Chicoana |       |                    |                  |       |

| Progreso (RdlF)        | 0 - 0 | Almirante Brown (L) | 18 de septiembre | 16:00 |
| Bella Vista (T)        | 1 - 1 | Central Norte (S)   | 18 de septiembre | 16:00 |
| San Antonio (T)        | 1 - 0 | Atlético Chicoana   | 18 de septiembre | 20:00 |
| Deportivo Lastenia     | 1 - 0 | Atlético Amalia     | 19 de septiembre | 16:00 |
| Libre: Sportivo Guzmán |       |                     |                  |       |

| Almirante Brown (L)             | 1 - 1 | Bella Vista (T)    | 24 de septiembre | 16:00 |
| Atlético Amalia                 | 0 - 1 | Progreso (RdlF)    | 24 de septiembre | 16:00 |
| Atlético Chicoana               | 0 - 0 | Deportivo Lastenia | 24 de septiembre | 16:30 |
| Central Norte (S)               | 3 - 2 | Sportivo Guzmán    | 24 de septiembre | 21:00 |
| Libre: San Antonio (Ranchillos) |       |                    |                  |       |

| Atlético Amalia              | 1 - 0 | Bella Vista (T)    | 28 de septiembre | 16:00 |
| Almirante Brown (L)          | 3 - 2 | Sportivo Guzmán    | 28 de septiembre | 16:00 |
| Atlético Chicoana            | 2 - 3 | Progreso (RdlF)    | 28 de septiembre | 16:00 |
| San Antonio (R)              | 2 - 1 | Deportivo Lastenia | 28 de septiembre | 20:00 |
| Libre: Central Norte (Salta) |       |                    |                  |       |

| Central Norte (S)         | 4 - 1 | Almirante Brown (L) | 2 de octubre | 16:00 |
| Bella Vista (T)           | 0 - 2 | Atlético Chicoana   | 2 de octubre | 16:00 |
| Sportivo Guzmán           | 2 - 2 | Atlético Amalia     | 2 de octubre | 16:00 |
| Progreso (RdlF)           | 2 - 1 | San Antonio (R)     | 2 de octubre | 17:00 |
| Libre: Deportivo Lastenia |       |                     |              |       |

| Atlético Amalia                | 2 - 2 | Central Norte (S) | 8 de octubre | 16:00 |
| San Antonio (R)                | 2 - 2 | Bella Vista (T)   | 8 de octubre | 20:00 |
| Deportivo Lastenia             | 2 - 3 | Progreso (RdlF)   | 9 de octubre | 16:00 |
| Atlético Chicoana              | 1 - 2 | Sportivo Guzmán   | 9 de octubre | 16:30 |
| Libre: Almirante Brown (Lules) |       |                   |              |       |

| Central Norte (S)                        | 3 - 0 | Atlético Chicoana  | 15 de octubre  | 16:00 |
| Almirante Brown (L)                      | 2 - 1 | Atlético Amalia    | 15 de octubre  | 16:30 |
| Sportivo Guzmán                          | 0 - 0 | San Antonio (R)    | 15 de octubre  | 16:30 |
| Bella Vista (T)                          | 0 - 1 | Deportivo Lastenia | 2 de noviembre | 17:00 |
| Libre: Progreso (Rosario de la Frontera) |       |                    |                |       |

| Deportivo Lastenia     | 1 - 1 | Sportivo Guzmán     | 19 de octubre | 16:30 |
| Atlético Chicoana      | 2 - 3 | Almirante Brown (L) | 19 de octubre | 16:30 |
| San Antonio (R)        | 2 - 1 | Central Norte (S)   | 19 de octubre | 20:00 |
| Progreso (RdlF)        | 1 - 2 | Bella Vista (T)     | 19 de octubre | 21:30 |
| Libre: Atlético Amalia |       |                     |               |       |

| Sportivo Guzmán              | 0 - 0 | Progreso (RdlF)    | 22 de octubre | 16:00 |
| Atlético Amalia              | 0 - 0 | Atlético Chicoana  | 22 de octubre | 16:00 |
| Central Norte (S)            | 2 - 0 | Deportivo Lastenia | 23 de octubre | 16:00 |
| Almirante Brown (L)          | 1 - 2 | San Antonio (R)    | 23 de octubre | 16:30 |
| Libre: Bella Vista (Tucumán) |       |                    |               |       |

| San Antonio (R)          | 0 - 0 | Atlético Amalia     | 29 de octubre | 20:00 |
| Bella Vista (T)          | 1 - 1 | Sportivo Guzmán     | 30 de octubre | 16:30 |
| Deportivo Lastenia       | 1 - 2 | Almirante Brown (L) | 30 de octubre | 16:30 |
| Progreso (RdlF)          | 1 - 2 | Central Norte (S)   | 30 de octubre | 17:00 |
| Libre: Atlético Chicoana |       |                     |               |       |

| Atlético Amalia        | 2 - 1 | Deportivo Lastenia | 5 de noviembre | 17:00 |
| Central Norte (S)      | 1 - 0 | Bella Vista (T)    | 6 de noviembre | 16:00 |
| Atlético Chicoana      | 2 - 1 | San Antonio (R)    | 6 de noviembre | 16:30 |
| Almirante Brown (L)    | 4 - 0 | Progreso (RdlF)    | 6 de noviembre | 17:00 |
| Libre: Sportivo Guzmán |       |                    |                |       |

| Progreso (RdlF)                 | 2 - 1 | Atlético Amalia     | 11 de noviembre | 21:15 |
| Deportivo Lastenia              | 1 - 0 | Atlético Chicoana   | 12 de noviembre | 17:00 |
| Bella Vista (T)                 | 0 - 1 | Almirante Brown (L) | 14 de noviembre | 17:00 |
| Sportivo Guzmán                 | 0 - 1 | Central Norte (S)   | 14 de noviembre | 17:00 |
| Libre: San Antonio (Ranchillos) |       |                     |                 |       |

### Región Litoral norte

#### Zona A

##### Tabla de posiciones
| Pos. | Equipo                          | Pts. | PJ | PG | PE | PP | GF | GC | Dif. |
| ---- | ------------------------------- | ---- | -- | -- | -- | -- | -- | -- | ---- |
| 01.º | San Martín (Formosa)            | 23   | 12 | 7  | 2  | 3  | 16 | 11 | 5    |
| 02.º | Atlético Laguna Blanca          | 21   | 12 | 6  | 3  | 3  | 23 | 12 | 11   |
| 03.º | Deportivo Fontana (Resistencia) | 19   | 12 | 4  | 7  | 1  | 17 | 14 | 3    |
| 04.º | Argentinos del Norte (Clorinda) | 16   | 12 | 5  | 1  | 6  | 15 | 15 | 0    |
| 05.º | Juventud Unida (Charata)        | 14   | 12 | 3  | 5  | 4  | 17 | 21 | −4   |
| 06.º | Comercio (Santa Sylvina)        | 10   | 12 | 2  | 4  | 6  | 9  | 15 | −6   |
| 07.º | San Carlos (La Escondida)       | 9    | 12 | 1  | 6  | 5  | 6  | 15 | −9   |

|  | Clasificaron a la Segunda fase y a la Primera fase preliminar de la Copa Argentina 2016-17 |
|  | Descendió al Federal C 2017                                                                |

##### Resultados
| San Martín (F)                         | 2 - 1 | San Carlos (LE)          | 14 de agosto | 16:00 |
| Comercio (SS)                          | 2 - 0 | Juventud Unida (C)       | 14 de agosto | 16:00 |
| Atlético Laguna Blanca                 | 1 - 0 | Argentinos del Norte (C) | 14 de agosto | 16:00 |
| Libre: Deportivo Fontana (Resistencia) |       |                          |              |       |

| Argentinos del Norte (C)      | 2 - 0 | Comercio (SS)         | 21 de agosto | 16:00 |
| San Carlos (LE)               | 1 - 1 | Deportivo Fontana (R) | 21 de agosto | 16:00 |
| Juventud Unida (C)            | 1 - 0 | San Martín (F)        | 21 de agosto | 16:30 |
| Libre: Atlético Laguna Blanca |       |                       |              |       |

| Comercio (SS)                    | 0 - 0 | Atlético Laguna Blanca | 27 de agosto | 16:30 |
| San Martín (F)                   | 2 - 3 | Argentinos del Norte   | 28 de agosto | 15:30 |
| Deportivo Fontana (R)            | 2 - 2 | Juventud Unida (C)     | 28 de agosto | 16:00 |
| Libre: San Carlos (La Escondida) |       |                        |              |       |

| Argentinos del Norte            | 0 - 1 | Deportivo Fontana (R) | 4 de septiembre | 16:00 |
| Atlético Laguna Blanca          | 0 - 1 | San Martín (F)        | 4 de septiembre | 16:00 |
| Juventud Unida (C)              | 2 - 2 | San Carlos (LE)       | 4 de septiembre | 16:00 |
| Libre: Comercio (Santa Sylvina) |       |                       |                 |       |

| San Carlos (LE)                 | 0 - 0 | Argentinos del Norte   | 11 de septiembre | 16:00 |
| Deportivo Fontana (R)           | 3 - 3 | Atlético Laguna Blanca | 11 de septiembre | 16:00 |
| San Martín (F)                  | 2 - 1 | Comercio (SS)          | 11 de septiembre | 16:00 |
| Libre: Juventud Unida (Charata) |       |                        |                  |       |

| Argentinos del Norte        | 4 - 1 | Juventud Unida (C)    | 18 de septiembre | 16:00 |
| Atlético Laguna Blanca      | 5 - 0 | San Carlos (LE)       | 18 de septiembre | 16:30 |
| Comercio (SS)               | 0 - 0 | Deportivo Fontana (R) | 18 de septiembre | 16:30 |
| Libre: San Martín (Formosa) |       |                       |                  |       |

| Deportivo Fontana (R)       | 2 - 2 | San Martín (F)         | 25 de septiembre | 16:00 |
| San Carlos (LE)             | 1 - 0 | Comercio (SS)          | 25 de septiembre | 16:00 |
| Juventud Unida (C)          | 1 - 2 | Atlético Laguna Blanca | 25 de septiembre | 16:30 |
| Libre: Argentinos del Norte |       |                        |                  |       |

| Argentinos del Norte                   | 1 - 0 | Atlético Laguna Blanca | 2 de octubre | 16:00 |
| San Carlos (LE)                        | 0 - 0 | San Martín (F)         | 2 de octubre | 16:30 |
| Juventud Unida (C)                     | 2 - 1 | Comercio (SS)          | 2 de octubre | 17:00 |
| Libre: Deportivo Fontana (Resistencia) |       |                        |              |       |

| Deportivo Fontana (R)         | 1 - 0 | San Carlos (LE)      | 9 de octubre | 16:00 |
| Comercio (SS)                 | 3 - 1 | Argentinos del Norte | 9 de octubre | 16:30 |
| San Martín (F)                | 2 - 1 | Juventud Unida (C)   | 9 de octubre | 16:30 |
| Libre: Atlético Laguna Blanca |       |                      |              |       |

| Atlético Laguna Blanca           | 4 - 1 | Comercio (SS)         | 15 de octubre | 16:30 |
| Argentinos del Norte             | 1 - 2 | San Martín (F)        | 16 de octubre | 16:00 |
| Juventud Unida (C)               | 2 - 2 | Deportivo Fontana (R) | 16 de octubre | 17:00 |
| Libre: San Carlos (La Escondida) |       |                       |               |       |

| San Martín (F)                  | 1 - 0 | Atlético Laguna Blanca | 22 de octubre | 17:00 |
| San Carlos (LE)                 | 0 - 0 | Juventud Unida (C)     | 23 de octubre | 16:30 |
| Deportivo Fontana (R)           | 3 - 1 | Argentinos del Norte   | 23 de octubre | 16:30 |
| Libre: Comercio (Santa Sylvina) |       |                        |               |       |

| Atlético Laguna Blanca          | 2 - 0 | Deportivo Fontana (R) | 30 de octubre | 16:00 |
| Argentinos del Norte            | 1 - 0 | San Carlos (LE)       | 30 de octubre | 16:00 |
| Comercio (SS)                   | 0 - 2 | San Martín (F)        | 30 de octubre | 16:30 |
| Libre: Juventud Unida (Charata) |       |                       |               |       |

| San Carlos (LE)             | 1 - 3 | Atlético Laguna Blanca | 6 de noviembre | 16:30 |
| Deportivo Fontana (R)       | 1 - 1 | Comercio (SS)          | 6 de noviembre | 16:30 |
| Juventud Unida (C)          | 2 - 1 | Argentinos del Norte   | 6 de noviembre | 20:00 |
| Libre: San Martín (Formosa) |       |                        |                |       |

| Atlético Laguna Blanca      | 3 - 3 | Juventud Unida (C)    | 12 de noviembre | 16:30 |
| Comercio (SS)               | 0 - 0 | San Carlos (LE)       | 12 de noviembre | 17:00 |
| San Martín (F)              | 0 - 1 | Deportivo Fontana (R) | 12 de noviembre | 17:00 |
| Libre: Argentinos del Norte |       |                       |                 |       |

#### Zona B

##### Tabla de posiciones
| Pos. | Equipo                    | Pts. | PJ | PG | PE | PP | GF | GC | Dif. |
| ---- | ------------------------- | ---- | -- | -- | -- | -- | -- | -- | ---- |
| 01.º | Textil Mandiyú            | 18   | 12 | 5  | 3  | 4  | 17 | 16 | 1    |
| 02.º | Ferroviario Corrientes    | 17   | 12 | 4  | 5  | 3  | 15 | 14 | 1    |
| 03.º | Villa Alvear              | 17   | 12 | 4  | 5  | 3  | 11 | 7  | 4    |
| 04.º | Deportivo Madariaga       | 16   | 12 | 4  | 4  | 4  | 19 | 18 | 1    |
| 05.º | Huracán de Goya           | 15   | 12 | 3  | 6  | 3  | 16 | 15 | 1    |
| 06.º | Resistencia Central       | 15   | 12 | 4  | 3  | 5  | 12 | 14 | −2   |
| 07.º | Bartolomé Mitre (Posadas) | 13   | 12 | 3  | 4  | 5  | 11 | 17 | −6   |

|  | Clasificaron a la Segunda fase y a la Primera fase preliminar de la Copa Argentina 2016-17 |
|  | Descendió al Federal C 2017                                                                |

##### Resultados
| Resistencia Central        | 2 - 1 | Villa Alvear   | 14 de agosto | 15:30 |
| Bartolomé Mitre (P)        | 0 - 0 | Huracán (G)    | 14 de agosto | 15:30 |
| Ferroviario (C)            | 1 - 1 | Textil Mandiyú | 14 de agosto | 16:00 |
| Libre: Deportivo Madariaga |       |                |              |       |

| Textil Mandiyú                   | 2 - 0 | Resistencia Central | 21 de agosto | 16:00 |
| Villa Alvear                     | 1 - 2 | Deportivo Madariaga | 21 de agosto | 16:00 |
| Huracán (G)                      | 1 - 1 | Ferroviario (C)     | 21 de agosto | 16:30 |
| Libre: Bartolomé Mitre (Posadas) |       |                     |              |       |

| Deportivo Madariaga | 2 - 1 | Textil Mandiyú      | 28 de agosto | 15:30 |
| Resistencia Central | 2 - 1 | Huracán (G)         | 28 de agosto | 16:00 |
| Ferroviario (C)     | 2 - 1 | Bartolomé Mitre (P) | 28 de agosto | 16:00 |
| Libre: Villa Alvear |       |                     |              |       |

| Bartolomé Mitre (P)             | 1 - 0 | Resistencia Central | 4 de septiembre | 15:30 |
| Textil Mandiyú                  | 0 - 0 | Villa Alvear        | 4 de septiembre | 16:00 |
| Huracán (G)                     | 3 - 2 | Deportivo Madariaga | 4 de septiembre | 16:00 |
| Libre: Ferroviario (Corrientes) |       |                     |                 |       |

| Resistencia Central   | 1 - 0 | Ferroviario (C)     | 11 de septiembre | 15:45 |
| Villa Alvear          | 4 - 1 | Huracán (G)         | 11 de septiembre | 16:00 |
| Deportivo Madariaga   | 3 - 1 | Bartolomé Mitre (P) | 11 de septiembre | 16:15 |
| Libre: Textil Mandiyú |       |                     |                  |       |

| Bartolomé Mitre (P)        | 0 - 0 | Villa Alvear        | 18 de septiembre | 15:30 |
| Ferroviario                | 3 - 2 | Deportivo Madariaga | 18 de septiembre | 16:00 |
| Huracán (G)                | 4 - 0 | Textil Mandiyú      | 18 de septiembre | 16:30 |
| Libre: Resistencia Central |       |                     |                  |       |

| Deportivo Madariaga    | 1 - 1 | Resistencia Central | 25 de septiembre | 16:00 |
| Villa Alvear           | 0 - 0 | Ferroviario (C)     | 25 de septiembre | 16:00 |
| Textil Mandiyú         | 4 - 0 | Bartolomé Mitre (P) | 25 de septiembre | 16:00 |
| Libre: Huracán de Goya |       |                     |                  |       |

| Villa Alvear               | 2 - 1 | Resistencia Central | 2 de octubre | 16:00 |
| Textil Mandiyú             | 1 - 1 | Ferroviario (C)     | 2 de octubre | 16:00 |
| Huracán (G)                | 2 - 2 | Bartolomé Mitre (P) | 2 de octubre | 16:30 |
| Libre: Deportivo Madariaga |       |                     |              |       |

| Deportivo Madariaga              | 0 - 0 | Villa Alvear   | 8 de octubre | 16:00 |
| Resistencia Central              | 2 - 0 | Textil Mandiyú | 8 de octubre | 16:00 |
| Ferroviario (C)                  | 1 - 1 | Huracán (G)    | 9 de octubre | 16:00 |
| Libre: Bartolomé Mitre (Posadas) |       |                |              |       |

| Textil Mandiyú      | 3 - 2 | Deportivo Madariaga | 16 de octubre | 16:00 |
| Bartolomé Mitre (P) | 2 - 1 | Ferroviario (C)     | 16 de octubre | 16:00 |
| Huracán (G)         | 3 - 1 | Resistencia Central | 16 de octubre | 18:00 |
| Libre: Villa Alvear |       |                     |               |       |

| Resistencia Central             | 0 - 0 | Bartolomé Mitre (P) | 23 de octubre | 16:00 |
| Villa Alvear                    | 2 - 0 | Textil Mandiyú      | 23 de octubre | 16:00 |
| Deportivo Madariaga             | 0 - 0 | Huracán (G)         | 23 de octubre | 16:30 |
| Libre: Ferroviario (Corrientes) |       |                     |               |       |

| Bartolomé Mitre (P)   | 2 - 1 | Deportivo Madariaga | 30 de octubre | 16:00 |
| Ferroviario (C)       | 2 - 1 | Resistencia Central | 30 de octubre | 16:30 |
| Huracán (G)           | 0 - 0 | Villa Alvear        | 30 de octubre | 17:00 |
| Libre: Textil Mandiyú |       |                     |               |       |

| Textil Mandiyú             | 2 - 0 | Huracán (G)         | 6 de noviembre | 16:00 |
| Deportivo Madariaga        | 3 - 2 | Ferroviario (C)     | 6 de noviembre | 16:00 |
| Villa Alvear               | 1 - 0 | Bartolomé Mitre (P) | 6 de noviembre | 16:30 |
| Libre: Resistencia Central |       |                     |                |       |

| Resistencia Central    | 1 - 1 | Deportivo Madariaga | 12 de noviembre | 17:00 |
| Bartolomé Mitre (P)    | 2 - 3 | Textil Mandiyú      | 12 de noviembre | 17:00 |
| Ferroviario (C)        | 1 - 0 | Villa Alvear        | 12 de noviembre | 17:00 |
| Libre: Huracán de Goya |       |                     |                 |       |

### Región Litoral sur

#### Zona A

##### Tabla de posiciones
| Pos. | Equipo                    | Pts. | PJ | PG | PE | PP | GF | GC | Dif. |
| ---- | ------------------------- | ---- | -- | -- | -- | -- | -- | -- | ---- |
| 01.º | Deportivo Achirense       | 29   | 14 | 8  | 5  | 1  | 27 | 12 | 15   |
| 02.º | Belgrano (Paraná)         | 24   | 14 | 6  | 6  | 2  | 16 | 7  | 9    |
| 03.º | Libertad (Concordia)      | 23   | 14 | 7  | 2  | 5  | 21 | 14 | 7    |
| 04.º | Atlético Uruguay          | 20   | 14 | 6  | 2  | 6  | 23 | 23 | 0    |
| 05.º | Puerto General San Martín | 17   | 14 | 3  | 8  | 3  | 12 | 11 | 1    |
| 06.º | Colegiales (Concordia)    | 15   | 14 | 4  | 3  | 7  | 12 | 23 | −11  |
| 07.º | Viale FBC                 | 14   | 14 | 4  | 2  | 8  | 14 | 25 | −11  |
| 08.º | Santa María de Oro        | 11   | 14 | 3  | 2  | 9  | 11 | 21 | −10  |

|  | Clasificaron a la Segunda fase y a la Primera fase preliminar de la Copa Argentina 2016-17 |
|  | Descendió al Federal C 2017                                                                |

|  |

##### Resultados
| Libertad (C)        | 1 - 1 | Colegiales (C)            | 14 de agosto | 15:00 |
| Belgrano (P)        | 0 - 1 | Santa María de Oro        | 14 de agosto | 15:00 |
| Atlético Uruguay    | 3 - 1 | Viale FBC                 | 14 de agosto | 15:30 |
| Deportivo Achirense | 0 - 0 | Puerto General San Martín | 14 de agosto | 16:00 |

| Viale FBC                 | 2 - 1 | Santa María de Oro | 20 de agosto | 17:00 |
| Deportivo Achirense       | 0 - 0 | Belgrano (P)       | 21 de agosto | 16:00 |
| Puerto General San Martín | 0 - 0 | Libertad (C)       | 21 de agosto | 16:00 |
| Colegiales (C)            | 2 - 1 | Atlético Uruguay   | 21 de agosto | 17:15 |

| Belgrano (P)       | 2 - 1 | Viale FBC                 | 26 de agosto | 16:00 |
| Libertad (C)       | 2 - 4 | Deportivo Achirense       | 27 de agosto | 15:00 |
| Santa María de Oro | 0 - 1 | Colegiales (C)            | 28 de agosto | 16:00 |
| Atlético Uruguay   | 1 - 3 | Puerto General San Martín | 28 de agosto | 16:00 |

| Colegiales (C)            | 3 - 1 | Viale FBC          | 3 de septiembre | 15:00 |
| Libertad (C)              | 2 - 0 | Belgrano (P)       | 4 de septiembre | 15:00 |
| Puerto General San Martín | 1 - 1 | Santa María de Oro | 4 de septiembre | 16:00 |
| Deportivo Achirense       | 2 - 2 | Atlético Uruguay   | 4 de septiembre | 18:30 |

| Santa María de Oro | 1 - 4 | Deportivo Achirense       | 10 de septiembre | 15:00 |
| Belgrano (P)       | 3 - 0 | Colegiales (C)            | 11 de septiembre | 15:30 |
| Atlético Uruguay   | 2 - 1 | Libertad (C)              | 11 de septiembre | 16:00 |
| Viale FBC          | 2 - 1 | Puerto General San Martín | 12 de septiembre | 20:00 |

| Atlético Uruguay          | 2 - 4 | Belgrano (P)       | 16 de septiembre | 21:00 |
| Deportivo Achirense       | 4 - 0 | Viale FBC          | 17 de septiembre | 17:00 |
| Libertad (C)              | 3 - 0 | Santa María de Oro | 18 de septiembre | 15:30 |
| Puerto General San Martín | 1 - 0 | Colegiales (C)     | 18 de septiembre | 16:00 |

| Santa María de Oro | 1 - 2 | Atlético Uruguay          | 24 de septiembre | 15:00 |
| Belgrano (P)       | 1 - 1 | Puerto General San Martín | 24 de septiembre | 16:00 |
| Viale FBC          | 2 - 0 | Libertad (C)              | 25 de septiembre | 16:00 |
| Colegiales (C)     | 0 - 1 | Deportivo Achirense       | 25 de septiembre | 16:30 |

| Santa María de Oro        | 0 - 2 | Belgrano (P)        | 1 de octubre | 16:30 |
| Viale FBC                 | 2 - 2 | Atlético Uruguay    | 1 de octubre | 16:30 |
| Puerto General San Martín | 0 - 0 | Deportivo Achirense | 2 de octubre | 16:00 |
| Colegiales (C)            | 0 - 3 | Libertad (C)        | 2 de octubre | 16:00 |

| Belgrano (P)       | 0 - 0 | Deportivo Achirense       | 7 de octubre | 16:00 |
| Santa María de Oro | 1 - 0 | Viale FBC                 | 8 de octubre | 15:00 |
| Libertad (C)       | 2 - 0 | Puerto General San Martín | 9 de octubre | 16:00 |
| Atlético Uruguay   | 2 - 0 | Colegiales (C)            | 9 de octubre | 21:00 |

| Deportivo Achirense       | 2 - 0 | Libertad (C)       | 14 de octubre | 16:00 |
| Viale FBC                 | 0 - 0 | Belgrano (P)       | 14 de octubre | 20:00 |
| Colegiales (C)            | 3 - 2 | Santa María de Oro | 16 de octubre | 15:30 |
| Puerto General San Martín | 1 - 2 | Atlético Uruguay   | 16 de octubre | 16:00 |

| Viale FBC          | 1 - 0 | Colegiales (C)            | 22 de octubre | 16:00 |
| Belgrano (P)       | 3 - 0 | Libertad (C)              | 23 de octubre | 16:00 |
| Santa María de Oro | 0 - 0 | Puerto General San Martín | 23 de octubre | 17:00 |
| Atlético Uruguay   | 4 - 2 | Deportivo Achirense       | 23 de octubre | 17:00 |

| Colegiales (C)            | 0 - 0 | Belgrano (P)       | 29 de octubre | 16:00 |
| Deportivo Achirense       | 2 - 1 | Santa María de Oro | 29 de octubre | 17:00 |
| Libertad (C)              | 1 - 0 | Atlético Uruguay   | 30 de octubre | 15:30 |
| Puerto General San Martín | 2 - 1 | Viale FBC          | 30 de octubre | 16:00 |

| Colegiales (C)     | 1 - 1 | Puerto General San Martín | 4 de noviembre | 15:00 |
| Viale FBC          | 1 - 2 | Deportivo Achirense       | 4 de noviembre | 20:00 |
| Belgrano (P)       | 1 - 0 | Atlético Uruguay          | 6 de noviembre | 16:00 |
| Santa María de Oro | 0 - 1 | Libertad (C)              | 6 de noviembre | 17:30 |

| Deportivo Achirense       | 5 - 1 | Colegiales (C)     | 11 de noviembre | 18:00 |
| Libertad (C)              | 5 - 0 | Viale FBC          | 12 de noviembre | 16:00 |
| Puerto General San Martín | 0 - 0 | Belgrano (P)       | 12 de noviembre | 17:00 |
| Atlético Uruguay          | 0 - 2 | Santa María de Oro | 12 de noviembre | 19:00 |

#### Zona B

##### Tabla de posiciones
| Pos. | Equipo                             | Pts. | PJ | PG | PE | PP | GF | GC | Dif. |
| ---- | ---------------------------------- | ---- | -- | -- | -- | -- | -- | -- | ---- |
| 01.º | Tiro Federal (Rosario)             | 25   | 12 | 8  | 1  | 3  | 20 | 8  | 12   |
| 02.º | Ben Hur                            | 24   | 12 | 7  | 3  | 2  | 16 | 10 | 6    |
| 03.º | San Jorge (Santa Fe)               | 19   | 12 | 5  | 4  | 3  | 13 | 12 | 1    |
| 04.º | 9 de Julio (Rafaela)               | 16   | 12 | 4  | 4  | 4  | 14 | 16 | −2   |
| 05.º | Sportivo Rivadavia (Venado Tuerto) | 14   | 12 | 4  | 2  | 6  | 11 | 14 | −3   |
| 06.º | ADIUR                              | 10   | 12 | 3  | 1  | 8  | 10 | 13 | −3   |
| 07.º | Coronel Aguirre                    | 10   | 12 | 3  | 1  | 8  | 12 | 23 | −11  |

|  | Clasificaron a la Segunda fase y a la Primera fase preliminar de la Copa Argentina 2016-17 |
|  | Ganó el partido de desempate por el descenso                                               |
|  | Descendió al Federal C 2017                                                                |

##### Resultados
| ADIUR                                     | 3 - 1 | Coronel Aguirre  | 14 de agosto | 11:00 |
| San Jorge (SF)                            | 1 - 3 | Tiro Federal (R) | 14 de agosto | 16:00 |
| 9 de Julio (R)                            | 1 - 1 | Ben Hur          | 14 de agosto | 18:00 |
| Libre: Sportivo Rivadavia (Venado Tuerto) |       |                  |              |       |

| ADIUR                       | 0 - 1 | San Jorge (SF)          | 21 de agosto | 11:00 |
| Coronel Aguirre             | 1 - 0 | Sportivo Rivadavia (VT) | 21 de agosto | 15:30 |
| Ben Hur                     | 2 - 1 | Tiro Federal (R)        | 21 de agosto | 17:00 |
| Libre: 9 de Julio (Rafaela) |       |                         |              |       |

| Sportivo Rivadavia (VT)       | 2 - 1 | ADIUR           | 28 de agosto | 15:30 |
| San Jorge (SF)                | 0 - 0 | Ben Hur         | 28 de agosto | 16:00 |
| 9 de Julio (R)                | 4 - 1 | Coronel Aguirre | 28 de agosto | 17:00 |
| Libre: Tiro Federal (Rosario) |       |                 |              |       |

| Coronel Aguirre         | 1 - 2 | Tiro Federal (R) | 3 de septiembre | 16:00 |
| Sportivo Rivadavia (VT) | 1 - 1 | San Jorge (SF)   | 4 de septiembre | 15:30 |
| ADIUR                   | 0 - 0 | 9 de Julio (R)   | 4 de septiembre | 16:00 |
| Libre: Ben Hur          |       |                  |                 |       |

| Tiro Federal (R)            | 1 - 0 | ADIUR                   | 11 de septiembre | 11:00 |
| Ben Hur                     | 1 - 0 | Coronel Aguirre         | 11 de septiembre | 17:00 |
| 9 de Julio (R)              | 1 - 1 | Sportivo Rivadavia (VT) | 11 de septiembre | 17:00 |
| Libre: San Jorge (Santa Fe) |       |                         |                  |       |

| ADIUR                   | 0 - 2 | Ben Hur          | 18 de septiembre | 11:00 |
| Sportivo Rivadavia (VT) | 1 - 0 | Tiro Federal (R) | 18 de septiembre | 16:00 |
| 9 de Julio (R)          | 0 - 2 | San Jorge (SF)   | 18 de septiembre | 18:00 |
| Libre: Coronel Aguirre  |       |                  |                  |       |

| Tiro Federal (R) | 4 - 0 | 9 de Julio (R)          | 25 de septiembre | 11:00 |
| Ben Hur          | 1 - 3 | Sportivo Rivadavia (VT) | 25 de septiembre | 17:00 |
| San Jorge (SF)   | 2 - 1 | Coronel Aguirre         | 25 de septiembre | 17:00 |
| Libre: ADIUR     |       |                         |                  |       |

| Tiro Federal (R)                          | 1 - 1 | San Jorge (SF) | 2 de octubre | 11:00 |
| Coronel Aguirre                           | 1 - 4 | ADIUR          | 2 de octubre | 16:00 |
| Ben Hur                                   | 3 - 0 | 9 de Julio (R) | 2 de octubre | 18:00 |
| Libre: Sportivo Rivadavia (Venado Tuerto) |       |                |              |       |

| Tiro Federal (R)            | 3 - 0 | Ben Hur         | 9 de octubre | 11:00 |
| Sportivo Rivadavia (VT)     | 1 - 0 | Coronel Aguirre | 9 de octubre | 16:00 |
| San Jorge (SF)              | 1 - 0 | ADIUR           | 9 de octubre | 17:00 |
| Libre: 9 de Julio (Rafaela) |       |                 |              |       |

| ADIUR                         | 2 - 0 | Sportivo Rivadavia (VT) | 16 de octubre | 11:00 |
| Coronel Aguirre               | 2 - 1 | 9 de Julio (R)          | 16 de octubre | 16:00 |
| Ben Hur                       | 2 - 0 | San Jorge (SF)          | 16 de octubre | 18:00 |
| Libre: Tiro Federal (Rosario) |       |                         |               |       |

| Tiro Federal (R) | 2 - 0 | Coronel Aguirre         | 22 de octubre | 16:00 |
| San Jorge (SF)   | 1 - 0 | Sportivo Rivadavia (VT) | 23 de octubre | 18:00 |
| 9 de Julio (R)   | 2 - 0 | ADIUR                   | 23 de octubre | 18:30 |
| Libre: Ben Hur   |       |                         |               |       |

| ADIUR                       | 0 - 1 | Tiro Federal (R) | 30 de octubre | 11:00 |
| Coronel Aguirre             | 2 - 2 | Ben Hur          | 30 de octubre | 16:00 |
| Sportivo Rivadavia (VT)     | 1 - 2 | 9 de Julio (R)   | 30 de octubre | 17:00 |
| Libre: San Jorge (Santa Fe) |       |                  |               |       |

| Tiro Federal (R))      | 2 - 1 | Sportivo Rivadavia (VT) | 6 de noviembre | 11:00 |
| San Jorge (SF)         | 2 - 2 | 9 de Julio (R)          | 6 de noviembre | 18:00 |
| Ben Hur                | 1 - 0 | ADIUR                   | 6 de noviembre | 18:00 |
| Libre: Coronel Aguirre |       |                         |                |       |

| Sportivo Rivadavia (VT) | 0 - 2 | Ben Hur          | 12 de noviembre | 17:00 |
| Coronel Aguirre         | 2 - 1 | San Jorge (SF)   | 12 de noviembre | 17:00 |
| 9 de Julio (R)          | 1 - 0 | Tiro Federal (R) | 12 de noviembre | 20:30 |
| Libre: ADIUR            |       |                  |                 |       |

##### Partido de desempate por el descenso
| Equipo 1                                       | Resultado | Equipo 2        | Estadio           | Fecha           | Hora  |
| ---------------------------------------------- | --------- | --------------- | ----------------- | --------------- | ----- |
| ADIUR                                          | 3 - 0     | Coronel Aguirre | Fortín de Ludueña | 19 de noviembre | 17:00 |
| Coronel Aguirre descendió al Torneo Federal C. |           |                 |                   |                 |       |

### Región Centro

#### Zona A

##### Tabla de posiciones
| Pos. | Equipo                       | Pts. | PJ | PG | PE | PP | GF | GC | Dif. |
| ---- | ---------------------------- | ---- | -- | -- | -- | -- | -- | -- | ---- |
| 01.º | Comercio Central Unidos      | 33   | 18 | 9  | 6  | 3  | 17 | 11 | 6    |
| 02.º | Güemes (Santiago del Estero) | 33   | 18 | 10 | 3  | 5  | 20 | 14 | 6    |
| 03.º | Vélez Sarsfield (San Ramón)  | 31   | 18 | 7  | 10 | 1  | 20 | 12 | 8    |
| 04.º | Defensores de Esquiú         | 27   | 18 | 7  | 6  | 5  | 17 | 14 | 3    |
| 05.º | Sarmiento (La Banda)         | 22   | 18 | 5  | 7  | 6  | 12 | 13 | −1   |
| 06.º | Andino                       | 22   | 18 | 6  | 4  | 8  | 19 | 23 | −4   |
| 07.º | Unión Santiago               | 20   | 18 | 5  | 5  | 8  | 17 | 20 | −3   |
| 08.º | Instituto Santiago           | 20   | 18 | 6  | 2  | 10 | 13 | 21 | −8   |
| 09.º | Atlético Policial            | 19   | 18 | 4  | 7  | 7  | 17 | 19 | −2   |
| 10.º | Villa Cubas                  | 16   | 18 | 4  | 4  | 10 | 8  | 13 | −5   |

|  | Clasificaron a la Segunda fase y a la Primera fase preliminar de la Copa Argentina 2016-17 |
|  | Descendió al Federal C 2017                                                                |

##### Resultados
| Sarmiento (LB)     | 2 - 1 | Unión Santiago          | 13 de agosto | 15:00 |
| Atlético Policial  | 1 - 0 | Villa Cubas             | 14 de agosto | 16:00 |
| Andino             | 0 - 1 | Defensores de Esquiú    | 14 de agosto | 16:00 |
| Güemes (SdE)       | 0 - 1 | Vélez Sarsfield (SR)    | 14 de agosto | 16:00 |
| Instituto Santiago | 1 - 0 | Comercio Central Unidos | 14 de agosto | 16:00 |

| Vélez Sarsfield (SR) | 1 - 1 | Andino                  | 19 de agosto | 16:00 |
| Villa Cubas          | 1 - 1 | Comercio Central Unidos | 20 de agosto | 16:00 |
| Güemes (SdE)         | 1 - 0 | Instituto Santiago      | 20 de agosto | 16:00 |
| Unión Santiago       | 1 - 1 | Atlético Policial       | 20 de agosto | 16:00 |
| Defensores de Esquiú | 0 - 0 | Sarmiento (LB)          | 20 de agosto | 16:00 |

| Sarmiento (LB)          | 1 - 1 | Vélez Sarsfield (SR) | 24 de agosto | 15:00 |
| Comercio Central Unidos | 1 - 0 | Unión Santiago       | 24 de agosto | 15:30 |
| Atlético Policial       | 1 - 1 | Defensores de Esquiú | 24 de agosto | 16:00 |
| Instituto Santiago      | 1 - 0 | Villa Cubas          | 24 de agosto | 16:00 |
| Andino                  | 0 - 1 | Güemes (SdE)         | 24 de agosto | 16:00 |

| Andino               | 1 - 0 | Instituto Santiago      | 28 de agosto | 16:00 |
| Vélez Sarsfield (SR) | 2 - 0 | Atlético Policial       | 28 de agosto | 16:00 |
| Güemes (SdE)         | 0 - 1 | Sarmiento (LB)          | 28 de agosto | 16:00 |
| Unión Santiago       | 1 - 0 | Villa Cubas             | 28 de agosto | 16:00 |
| Defensores de Esquiú | 0 - 0 | Comercio Central Unidos | 28 de agosto | 16:00 |

| Instituto Santiago      | 2 - 0 | Unión Santiago       | 3 de septiembre | 16:00 |
| Villa Cubas             | 0 - 1 | Defensores de Esquiú | 3 de septiembre | 16:00 |
| Sarmiento (LB)          | 1 - 1 | Andino               | 4 de septiembre | 16:00 |
| Comercio Central Unidos | 0 - 0 | Vélez Sarsfield (SR) | 4 de septiembre | 16:00 |
| Atlético Policial       | 0 - 1 | Güemes (SdE)         | 4 de septiembre | 16:30 |

| Sarmiento (LB)       | 0 - 1 | Instituto Santiago      | 9 de septiembre  | 15:00 |
| Andino               | 2 - 3 | Atlético Policial       | 9 de septiembre  | 16:00 |
| Defensores de Esquiú | 2 - 1 | Unión Santiago          | 10 de septiembre | 16:00 |
| Vélez Sarsfield (SR) | 0 - 0 | Villa Cubas             | 10 de septiembre | 16:00 |
| Güemes (SdE)         | 2 - 3 | Comercio Central Unidos | 10 de septiembre | 16:30 |

| Atlético Policial       | 0 - 1 | Sarmiento (LB)       | 13 de septiembre | 16:00 |
| Unión Santiago          | 1 - 1 | Vélez Sarsfield (LB) | 14 de septiembre | 15:00 |
| Comercio Central Unidos | 1 - 0 | Andino               | 14 de septiembre | 15:30 |
| Villa Cubas             | 0 - 1 | Güemes (SdE)         | 14 de septiembre | 16:00 |
| Instituto Santiago      | 1 - 0 | Defensores de Esquiú | 14 de septiembre | 16:00 |

| Andino               | 0 - 0 | Villa Cubas             | 18 de septiembre | 16:00 |
| Sarmiento (LB)       | 1 - 2 | Comercio Central Unidos | 18 de septiembre | 16:30 |
| Atlético Policial    | 3 - 0 | Instituto Santiago      | 18 de septiembre | 17:00 |
| Vélez Sarsfield (SR) | 0 - 0 | Defensores de Esquiú    | 18 de septiembre | 17:00 |
| Güemes (SdE)         | 0 - 1 | Unión Santiago          | 18 de septiembre | 20:00 |

| Comercio Central Unidos | 1 - 0 | Atlético Policial    | 24 de septiembre | 16:00 |
| Instituto Santiago      | 1 - 1 | Vélez Sarsfield (SR) | 24 de septiembre | 16:00 |
| Defensores de Esquiú    | 4 - 0 | Güemes (SdE)         | 24 de septiembre | 16:30 |
| Villa Cubas             | 1 - 2 | Sarmiento (LB)       | 24 de septiembre | 16:30 |
| Unión Santiago          | 2 - 3 | Andino               | 24 de septiembre | 17:00 |

| Comercio Central Unidos | 2 - 1 | Instituto Santiago | 28 de septiembre | 15:30 |
| Unión Santiago          | 0 - 0 | Sarmiento (LB)     | 28 de septiembre | 15:30 |
| Defensores de Esquiú    | 0 - 3 | Andino             | 28 de septiembre | 16:30 |
| Villa Cubas             | 2 - 1 | Atlético Policial  | 28 de septiembre | 16:30 |
| Vélez Sarsfield (SR)    | 0 - 1 | Güemes (SdE)       | 28 de septiembre | 21:30 |

| Comercio Central Unidos | 1 - 0 | Villa Cubas          | 2 de octubre | 16:00 |
| Instituto Santiago      | 0 - 1 | Güemes (SdE)         | 2 de octubre | 16:00 |
| Andino                  | 1 - 2 | Vélez Sarsfield (SR) | 2 de octubre | 16:00 |
| Sarmiento (LB)          | 0 - 0 | Defensores de Esquiú | 2 de octubre | 16:45 |
| Atlético Policial       | 1 - 0 | Unión Santiago       | 2 de octubre | 17:00 |

| Güemes (SdE)         | 5 - 1 | Andino                  | 7 de octubre | 21:30 |
| Defensores de Esquiú | 1 - 1 | Atlético Policial       | 8 de octubre | 16:30 |
| Unión Santiago       | 0 - 1 | Comercio Central Unidos | 9 de octubre | 16:00 |
| Villa Cubas          | 2 - 0 | Instituto Santiago      | 9 de octubre | 16:30 |
| Vélez Sarsfield (SR) | 1 - 1 | Sarmiento (LB)          | 9 de octubre | 17:00 |

| Villa Cubas             | 1 - 0 | Unión Santiago       | 14 de octubre | 16:45 |
| Instituto Santiago      | 2 - 1 | Andino               | 15 de octubre | 16:00 |
| Comercio Central Unidos | 0 - 2 | Defensores de Esquiú | 15 de octubre | 16:15 |
| Sarmiento (LB)          | 0 - 1 | Güemes (SdE)         | 15 de octubre | 17:00 |
| Atlético Policial       | 2 - 3 | Vélez Sarsfield (SR) | 15 de octubre | 17:00 |

| Andino               | 1 - 0 | Sarmiento (LB)          | 19 de octubre | 16:00 |
| Defensores de Esquiú | 1 - 0 | Villa Cubas             | 19 de octubre | 16:00 |
| Unión Santiago       | 3 - 2 | Instituto Santiago      | 19 de octubre | 16:30 |
| Güemes (SdE)         | 2 - 1 | Atlético Policial       | 19 de octubre | 21:30 |
| Vélez Sarsfield (SR) | 1 - 1 | Comercio Central Unidos | 19 de octubre | 21:30 |

| Instituto Santiago      | 0 - 2 | Sarmiento (LB)       | 23 de octubre | 16:00 |
| Comercio Central Unidos | 0 - 0 | Güemes (SdE)         | 23 de octubre | 16:30 |
| Unión Santiago          | 1 - 0 | Defensores de Esquiú | 23 de octubre | 16:30 |
| Atlético Policial       | 1 - 1 | Andino               | 23 de octubre | 17:00 |
| Villa Cubas             | 0 - 1 | Vélez Sarsfield (SR) | 24 de octubre | 16:30 |

| Defensores de Esquiú | 2 - 1 | Instituto Santiago      | 29 de octubre | 16:30 |
| Güemes (SdE)         | 0 - 0 | Villa Cubas             | 29 de octubre | 21:30 |
| Andino               | 1 - 0 | Comercio Central Unidos | 30 de octubre | 16:30 |
| Vélez Sarsfield (SR) | 2 - 2 | Unión Santiago          | 30 de octubre | 17:00 |
| Sarmiento (LB)       | 0 - 0 | Atlético Policial       | 30 de octubre | 18:15 |

| Instituto Santiago      | 0 - 0 | Atlético Policial    | 5 de noviembre | 16:00 |
| Defensores de Esquiú    | 0 - 1 | Vélez Sarsfield (SR) | 5 de noviembre | 17:00 |
| Comercio Central Unidos | 2 - 0 | Sarmiento (LB)       | 6 de noviembre | 16:30 |
| Unión Santiago          | 0 - 0 | Güemes (SdE)         | 6 de noviembre | 17:00 |
| Villa Cubas             | 0 - 1 | Andino               | 6 de noviembre | 17:00 |

| Sarmiento (LB)       | 0 - 1 | Villa Cubas             | 11 de noviembre | 20:00 |
| Andino               | 1 - 3 | Unión Santiago          | 12 de noviembre | 16:30 |
| Güemes (SdE)         | 4 - 2 | Defensores de Esquiú    | 12 de noviembre | 17:00 |
| Vélez Sarsfield (SR) | 2 - 0 | Instituto Santiago      | 12 de noviembre | 17:00 |
| Atlético Policial    | 1 - 1 | Comercio Central Unidos | 12 de noviembre | 17:00 |

#### Zona B

##### Tabla de posiciones
| Pos. | Equipo                      | Pts. | PJ | PG | PE | PP | GF | GC | Dif. |
| ---- | --------------------------- | ---- | -- | -- | -- | -- | -- | -- | ---- |
| 01.º | Estudiantes (Río Cuarto)    | 33   | 16 | 9  | 6  | 1  | 26 | 7  | 19   |
| 02.º | Tiro Federal (Morteros)     | 30   | 16 | 8  | 6  | 2  | 28 | 15 | 13   |
| 03.º | Sarmiento (Leones)          | 29   | 16 | 8  | 5  | 3  | 23 | 16 | 7    |
| 04.º | Racing (Córdoba)            | 29   | 16 | 9  | 2  | 5  | 19 | 14 | 5    |
| 05.º | Alumni (Villa María)        | 18   | 16 | 5  | 3  | 8  | 17 | 21 | −4   |
| 06.º | Las Palmas                  | 17   | 16 | 5  | 2  | 9  | 16 | 21 | −5   |
| 07.º | Argentino Peñarol           | 16   | 16 | 4  | 4  | 8  | 13 | 25 | −12  |
| 08.º | Juventud Unida (Río Cuarto) | 14   | 16 | 3  | 5  | 8  | 12 | 23 | −11  |
| 09.º | Atenas (Río Cuarto)         | 12   | 16 | 3  | 3  | 10 | 11 | 23 | −12  |

|  | Clasificaron a la Segunda fase y a la Primera fase preliminar de la Copa Argentina 2016-17 |
|  | Descendió al Federal C 2017                                                                |

|  |

##### Resultados
| Racing (C)                     | 1 - 2 | Las Palmas          | 14 de agosto | 16:00 |
| Estudiantes (RC)               | 2 - 1 | Alumni (VM)         | 14 de agosto | 16:00 |
| Argentino Peñarol              | 1 - 2 | Juventud Unida (CB) | 14 de agosto | 16:00 |
| Sarmiento (L)                  | 1 - 2 | Atenas (RC)         | 14 de agosto | 18:00 |
| Libre: Tiro Federal (Morteros) |       |                     |              |       |

| Atenas (RC)               | 0 - 0 | Argentino Peñarol | 19 de agosto | 21:00 |
| Alumni (VM)               | 4 - 2 | Racing (C)        | 19 de agosto | 21:00 |
| Las Palmas                | 1 - 1 | Tiro Federal (M)  | 20 de agosto | 16:00 |
| Juventud Unida (CB)       | 1 - 2 | Estudiantes (RC)  | 20 de agosto | 16:00 |
| Libre: Sarmiento (Leones) |       |                   |              |       |

| Argentino Peñarol | 2 - 2 | Sarmiento (L)       | 24 de agosto | 16:00 |
| Racing (C)        | 4 - 0 | Juventud Unida (CB) | 24 de agosto | 21:00 |
| Tiro Federal (M)  | 3 - 1 | Alumni (VM)         | 24 de agosto | 21:00 |
| Estudiantes (RC)  | 0 - 0 | Atenas (RC)         | 24 de agosto | 21:00 |
| Libre: Las Palmas |       |                     |              |       |

| Juventud Unida (CB)      | 2 - 4 | Tiro Federal (M) | 28 de agosto | 15:00 |
| Sarmiento (L)            | 1 - 1 | Estudiantes (RC) | 28 de agosto | 17:00 |
| Atenas (RC)              | 0 - 1 | Racing (C)       | 28 de agosto | 17:15 |
| Alumni (VM)              | 3 - 2 | Las Palmas       | 28 de agosto | 19:30 |
| Libre: Argentino Peñarol |       |                  |              |       |

| Las Palmas                  | 1 - 0 | Juventud Unida (CB) | 4 de septiembre | 16:00 |
| Estudiantes (RC)            | 4 - 0 | Argentino Peñarol   | 4 de septiembre | 16:00 |
| Tiro Federal (M)            | 2 - 0 | Atenas (RC)         | 4 de septiembre | 16:00 |
| Racing (C)                  | 0 - 1 | Sarmiento (L)       | 4 de septiembre | 17:30 |
| Libre: Alumni (Villa María) |       |                     |                 |       |

| Sarmiento (L)                   | 2 - 2 | Tiro Federal (M) | 9 de septiembre  | 20:30 |
| Atenas (RC)                     | 1 - 3 | Las Palmas       | 9 de septiembre  | 21:15 |
| Juventud Unida (CB)             | 0 - 0 | Alumni (VM)      | 10 de septiembre | 16:00 |
| Argentino Peñarol               | 0 - 3 | Racing (C)       | 10 de septiembre | 16:00 |
| Libre: Estudiantes (Río Cuarto) |       |                  |                  |       |

| Las Palmas                                | 0 - 0 | Sarmiento (L)     | 14 de septiembre | 16:00 |
| Alumni (VM)                               | 3 - 0 | Atenas (RC)       | 14 de septiembre | 21:00 |
| Tiro Federal (M)                          | 1 - 0 | Argentino Peñarol | 14 de septiembre | 21:00 |
| Racing (C)                                | 1 - 0 | Estudiantes (RC)  | 14 de septiembre | 21:00 |
| Libre: Juventud Unida (Coronel Baigorria) |       |                   |                  |       |

| Argentino Peñarol       | 0 - 2 | Las Palmas          | 18 de septiembre | 16:00 |
| Estudiantes (RC)        | 0 - 0 | Tiro Federal (M)    | 18 de septiembre | 16:00 |
| Sarmiento (L)           | 2 - 0 | Alumni (VM)         | 18 de septiembre | 18:00 |
| Atenas (RC)             | 2 - 1 | Juventud Unida (CB) | 18 de septiembre | 18:30 |
| Libre: Racing (Córdoba) |       |                     |                  |       |

| Alumni (VM)                | 2 - 1 | Argentino Peñarol | 23 de septiembre | 21:00 |
| Las Palmas                 | 0 - 1 | Estudiantes (RC)  | 24 de septiembre | 16:00 |
| Juventud Unida (CB)        | 0 - 0 | Sarmiento (L)     | 24 de septiembre | 16:00 |
| Tiro Federal (M)           | 0 - 1 | Racing (C)        | 24 de septiembre | 17:00 |
| Libre: Atenas (Río Cuarto) |       |                   |                  |       |

| Las Palmas                     | 0 - 1 | Racing (C)        | 28 de septiembre | 16:00 |
| Juventud Unida (CB)            | 0 - 1 | Argentino Peñarol | 28 de septiembre | 16:00 |
| Alumni (VM)                    | 0 - 0 | Estudiantes (RC)  | 28 de septiembre | 21:00 |
| Atenas (RC)                    | 0 - 2 | Sarmiento (L)     | 28 de septiembre | 21:15 |
| Libre: Tiro Federal (Morteros) |       |                   |                  |       |

| Racing (C)                | 1 - 0 | Alumni (VM)         | 2 de octubre | 16:00 |
| Argentino Peñarol         | 1 - 1 | Atenas (RC)         | 2 de octubre | 16:00 |
| Estudiantes (RC)          | 3 - 0 | Juventud Unida (CB) | 2 de octubre | 17:00 |
| Tiro Federal (M)          | 3 - 0 | Las Palmas          | 2 de octubre | 17:00 |
| Libre: Sarmiento (Leones) |       |                     |              |       |

| Juventud Unida (CB) | 0 - 0 | Racing (C)        | 9 de octubre | 16:00 |
| Sarmiento (L)       | 4 - 0 | Argentino Peñarol | 9 de octubre | 17:00 |
| Alumni (VM)         | 1 - 3 | Tiro Federal (M)  | 9 de octubre | 19:00 |
| Atenas (RC)         | 1 - 2 | Estudiantes (RC)  | 9 de octubre | 19:00 |
| Libre: Las Palmas   |       |                   |              |       |

| Tiro Federal (M)         | 1 - 1 | Juventud Unida (CB) | 14 de octubre | 21:00 |
| Racing (C)               | 1 - 0 | Atenas (RC)         | 14 de octubre | 21:00 |
| Estudiantes (RC)         | 2 - 0 | Sarmiento (L)       | 14 de octubre | 21:30 |
| Las Palmas               | 0 - 1 | Alumni (VM)         | 15 de octubre | 16:45 |
| Libre: Argentino Peñarol |       |                     |               |       |

| Juventud Unida (CB)         | 3 - 2 | Las Palmas       | 19 de octubre | 14:00 |
| Argentino Peñarol           | 1 - 1 | Estudiantes (RC) | 19 de octubre | 16:00 |
| Sarmiento (L)               | 2 - 1 | Racing (C)       | 19 de octubre | 21:00 |
| Atenas (RC)                 | 2 - 3 | Tiro Federal (M) | 19 de octubre | 21:30 |
| Libre: Alumni (Villa María) |       |                  |               |       |

| Las Palmas                      | 1 - 0 | Atenas (RC)         | 23 de octubre | 16:30 |
| Tiro Federal (M)                | 4 - 1 | Sarmiento (L)       | 23 de octubre | 17:30 |
| Racing (C)                      | 2 - 0 | Argentino Peñarol   | 23 de octubre | 17:30 |
| Alumni (VM)                     | 0 - 0 | Juventud Unida (CB) | 23 de octubre | 19:00 |
| Libre: Estudiantes (Río Cuarto) |       |                     |               |       |

| Argentino Peñarol                         | 2 - 0 | Tiro Federal (M) | 30 de octubre | 16:00 |
| Estudiantes (RC)                          | 5 - 0 | Racing (C)       | 30 de octubre | 17:00 |
| Atenas (RC)                               | 1 - 0 | Alumni (VM)      | 30 de octubre | 20:00 |
| Sarmiento (L)                             | 3 - 2 | Las Palmas       | 30 de octubre | 20:30 |
| Libre: Juventud Unida (Coronel Baigorria) |       |                  |               |       |

| Alumni (VM)             | 0 - 1 | Sarmiento (L)     | 4 de noviembre | 21:30 |
| Las Palmas              | 0 - 1 | Argentino Peñarol | 6 de noviembre | 16:00 |
| Juventud Unida (CB)     | 2 - 1 | Atenas (RC)       | 6 de noviembre | 16:00 |
| Tiro Federal (M)        | 1 - 1 | Estudiantes (RC)  | 6 de noviembre | 18:00 |
| Libre: Racing (Córdoba) |       |                   |                |       |

| Sarmiento (L)              | 1 - 0 | Juventud Unida (CB) | 11 de noviembre | 20:30 |
| Estudiantes (RC)           | 2 - 0 | Las Palmas          | 11 de noviembre | 21:15 |
| Racing (C)                 | 0 - 0 | Tiro Federal (M)    | 11 de noviembre | 21:15 |
| Argentino Peñarol          | 3 - 1 | Alumni (VM)         | 12 de noviembre | 17:00 |
| Libre: Atenas (Río Cuarto) |       |                     |                 |       |

### Región Cuyo

#### Zona A

##### Tabla de posiciones
| Pos. | Equipo                          | Pts. | PJ | PG | PE | PP | GF | GC | Dif. |
| ---- | ------------------------------- | ---- | -- | -- | -- | -- | -- | -- | ---- |
| 01.º | Colón Juniors                   | 27   | 14 | 8  | 3  | 3  | 16 | 11 | 5    |
| 02.º | Sportivo Peñarol (Chimbas)      | 24   | 14 | 7  | 3  | 4  | 15 | 11 | 4    |
| 03.º | Trinidad                        | 23   | 14 | 6  | 5  | 3  | 20 | 10 | 10   |
| 04.º | Juventud Alianza                | 19   | 14 | 4  | 7  | 3  | 18 | 12 | 6    |
| 05.º | Independiente (Villa Obrera)    | 19   | 14 | 5  | 4  | 5  | 14 | 11 | 3    |
| 06.º | Defensores de Boca (Media Agua) | 14   | 14 | 2  | 8  | 4  | 16 | 20 | −4   |
| 07.º | Peñaflor                        | 11   | 14 | 1  | 8  | 5  | 13 | 25 | −12  |
| 08.º | San Martín Iglesia              | 10   | 14 | 2  | 4  | 8  | 12 | 24 | −12  |

|  | Clasificaron a la Segunda fase y a la Primera fase preliminar de la Copa Argentina 2016-17 |
|  | Descendió al Federal C 2017                                                                |

##### Resultados
| Colón Juniors              | 1 - 0 | Sportivo Peñarol (C)    | 14 de agosto | 16:00 |
| Independiente Villa Obrera | 1 - 0 | Trinidad                | 14 de agosto | 16:00 |
| Peñaflor                   | 1 - 1 | San Martín Iglesia      | 14 de agosto | 16:00 |
| Juventud Alianza           | 1 - 1 | Defensores de Boca (MA) | 14 de agosto | 16:00 |

| Trinidad             | 3 - 0 | Colón Juniors           | 19 de agosto | 22:10 |
| Sportivo Peñarol (C) | 2 - 1 | Defensores de Boca (MA) | 20 de agosto | 16:00 |
| Peñaflor             | 1 - 1 | Juventud Alianza        | 21 de agosto | 16:00 |
| San Martín Iglesia   | 1 - 1 | Independiente (VO)      | 21 de agosto | 16:00 |

| Colón Juniors           | 3 - 0 | San Martín Iglesia   | 27 de agosto | 16:30 |
| Independiente (VO)      | 2 - 0 | Peñaflor             | 28 de agosto | 16:00 |
| Defensores de Boca (MA) | 2 - 2 | Trinidad             | 28 de agosto | 16:00 |
| Juventud Alianza        | 1 - 2 | Sportivo Peñarol (C) | 28 de agosto | 16:00 |

| Trinidad           | 2 - 0 | Sportivo Peñarol (C)    | 2 de septiembre | 22:00 |
| San Martín Iglesia | 0 - 1 | Defensores de Boca (MA) | 4 de septiembre | 16:00 |
| Peñaflor           | 2 - 1 | Colón Juniors           | 4 de septiembre | 16:00 |
| Independiente (VO) | 0 - 0 | Juventud Alianza        | 4 de septiembre | 16:30 |

| Sportivo Peñarol (C)    | 1 - 0 | San Martín Iglesia | 9 de septiembre  | 21:45 |
| Colón Juniors           | 1 - 0 | Independiente (VO) | 11 de septiembre | 11:30 |
| Defensores de Boca (MA) | 1 - 1 | Peñaflor           | 11 de septiembre | 16:00 |
| Juventud Alianza        | 1 - 1 | Trinidad           | 11 de septiembre | 16:30 |

| Colón Juniors      | 0 - 0 | Juventud Alianza        | 17 de septiembre | 16:30 |
| Peñaflor           | 0 - 3 | Sportivo Peñarol (C)    | 18 de septiembre | 16:30 |
| San Martín Iglesia | 1 - 1 | Trinidad                | 18 de septiembre | 16:30 |
| Independiente (VO) | 4 - 0 | Defensores de Boca (MA) | 18 de septiembre | 16:30 |

| Trinidad                | 2 - 0 | Peñaflor           | 23 de septiembre | 21:45 |
| Sportivo Peñarol (C)    | 1 - 0 | Independiente (VO) | 23 de septiembre | 21:45 |
| Defensores de Boca (MA) | 0 - 1 | Colón Juniors      | 25 de septiembre | 16:00 |
| Juventud Alianza        | 3 - 1 | San Martín Iglesia | 25 de septiembre | 17:00 |

| Sportivo Peñarol (C)    | 2 - 0 | Colón Juniors      | 30 de septiembre | 21:45 |
| Trinidad                | 1 - 2 | Independiente (VO) | 30 de septiembre | 21:45 |
| Defensores de Boca (MA) | 0 - 0 | Juventud Alianza   | 1 de octubre     | 16:30 |
| San Martín Iglesia      | 2 - 2 | Peñaflor           | 1 de octubre     | 16:30 |

| Defensores de Boca (MA) | 1 - 1 | Sportivo Peñarol (C) | 9 de octubre | 16:00 |
| Colón Juniors           | 2 - 1 | Trinidad             | 9 de octubre | 17:00 |
| Independiente (VO)      | 1 - 2 | San Martín Iglesia   | 9 de octubre | 17:00 |
| Juventud Alianza        | 3 - 0 | Peñaflor             | 9 de octubre | 17:00 |

| Sportivo Peñarol (C) | 0 - 2 | Juventud Alianza        | 14 de octubre | 21:45 |
| San Martín Iglesia   | 0 - 2 | Colón Juniors           | 15 de octubre | 16:30 |
| Trinidad             | 1 - 0 | Defensores de Boca (MA) | 15 de octubre | 20:00 |
| Peñaflor             | 0 - 0 | Independiente (VO)      | 16 de octubre | 17:00 |

| Defensores de Boca (MA) | 3 - 1 | San Martín Iglesia | 22 de octubre | 16:30 |
| Sportivo Peñarol (C)    | 0 - 0 | Trinidad           | 22 de octubre | 17:00 |
| Colón Juniors           | 1 - 1 | Peñaflor           | 23 de octubre | 17:00 |
| Juventud Alianza        | 2 - 0 | Independiente (VO) | 23 de octubre | 17:00 |

| San Martín Iglesia | 0 - 1 | Sportivo Peñarol (C)    | 30 de octubre | 17:00 |
| Independiente (VO) | 0 - 1 | Colón Juniors           | 30 de octubre | 17:00 |
| Peñaflor           | 3 - 3 | Defensores de Boca (MA) | 30 de octubre | 17:00 |
| Trinidad           | 1 - 1 | Juventud Alianza        | 30 de octubre | 20:00 |

| Defensores de Boca (MA) | 2 - 2 | Independiente (VO) | 5 de noviembre | 17:00 |
| Sportivo Peñarol (C)    | 2 - 2 | Peñaflor           | 6 de noviembre | 17:00 |
| Juventud Alianza        | 1 - 2 | Colón Juniors      | 6 de noviembre | 17:00 |
| Trinidad                | 2 - 0 | San Martín Iglesia | 6 de noviembre | 17:00 |

| Colón Juniors      | 1 - 1 | Defensores de Boca (MA) | 12 de noviembre | 17:00 |
| Independiente (VO) | 1 - 0 | Sportivo Peñarol (C)    | 12 de noviembre | 17:00 |
| Peñaflor           | 0 - 3 | Trinidad                | 12 de noviembre | 17:00 |
| San Martín Iglesia | 3 - 2 | Juventud Alianza        | 13 de noviembre | 17:00 |

#### Zona B

##### Tabla de posiciones
| Pos. | Equipo                         | Pts. | PJ | PG | PE | PP | GF | GC | Dif. |
| ---- | ------------------------------ | ---- | -- | -- | -- | -- | -- | -- | ---- |
| 01.º | Huracán Las Heras              | 35   | 18 | 10 | 5  | 3  | 22 | 11 | 11   |
| 02.º | Pacífico                       | 34   | 18 | 10 | 4  | 4  | 23 | 15 | 8    |
| 03.º | Deportivo Rodeo del Medio      | 33   | 18 | 9  | 6  | 3  | 21 | 8  | 13   |
| 04.º | San Martín (Mendoza)           | 26   | 18 | 7  | 5  | 6  | 18 | 20 | −2   |
| 05.º | Luján SC                       | 22   | 18 | 5  | 7  | 6  | 20 | 19 | 1    |
| 06.º | Atlético Palmira               | 21   | 18 | 5  | 6  | 7  | 14 | 19 | −5   |
| 07.º | Huracán (San Rafael)           | 20   | 18 | 5  | 5  | 8  | 11 | 15 | −4   |
| 08.º | Empleados de Comercio          | 19   | 18 | 4  | 7  | 7  | 17 | 20 | −3   |
| 09.º | Deportivo Montecaseros         | 18   | 18 | 4  | 6  | 8  | 16 | 28 | −12  |
| 10.º | Jorge Newbery (Villa Mercedes) | 15   | 18 | 4  | 3  | 11 | 20 | 27 | −7   |

|  | Clasificaron a la Segunda fase y a la Primera fase preliminar de la Copa Argentina 2016-17 |
|  | Descendió al Federal C 2017                                                                |

##### Resultados
| Deportivo Montecaseros | 2 - 1 | Jorge Newbery (VM)   | 12 de agosto | 21:00 |
| Atlético Palmira       | 0 - 0 | Huracán Las Heras    | 13 de agosto | 14:30 |
| Empleados de Comercio  | 1 - 1 | Luján SC             | 14 de agosto | 15:00 |
| Pacífico               | 1 - 0 | Huracán (SR)         | 14 de agosto | 16:00 |
| San Martín (M)         | 0 - 1 | Dep. Rodeo del Medio | 14 de agosto | 16:00 |

| Dep. Rodeo del Medio | 1 - 2 | Pacífico               | 19 de agosto | 21:00 |
| Huracán (SR)         | 0 - 0 | Empleados de Comercio  | 19 de agosto | 21:00 |
| Luján SC             | 2 - 0 | Atlético Palmira       | 20 de agosto | 15:00 |
| Huracán Las Heras    | 1 - 0 | Jorge Newbery (VM)     | 20 de agosto | 15:30 |
| San Martín (M)       | 0 - 1 | Deportivo Montecaseros | 20 de agosto | 16:00 |

| Empleados de Comercio  | 0 - 0 | Dep. Rodeo del Medio | 24 de agosto | 14:30 |
| Atlético Palmira       | 1 - 0 | Huracán (SR)         | 24 de agosto | 14:30 |
| Pacífico               | 0 - 0 | San Martín (M)       | 24 de agosto | 21:00 |
| Jorge Newbery (VM)     | 0 - 1 | Luján SC             | 24 de agosto | 21:15 |
| Deportivo Montecaseros | 1 - 1 | Huracán Las Heras    | 24 de agosto | 21:15 |

| San Martín (M)       | 2 - 1 | Empleados de Comercio  | 28 de agosto | 11:00 |
| Luján SC             | 2 - 2 | Huracán Las Heras      | 28 de agosto | 16:00 |
| Dep. Rodeo del Medio | 1 - 1 | Atlético Palmira       | 28 de agosto | 16:00 |
| Huracán (SR)         | 4 - 1 | Jorge Newbery (VM)     | 29 de agosto | 21:30 |
| Pacífico             | 1 - 0 | Deportivo Montecaseros | 29 de agosto | 21:30 |

| Deportivo Montecaseros | 1 - 1 | Luján SC             | 2 de septiembre | 21:30 |
| Empleados de Comercio  | 0 - 1 | Pacífico             | 4 de septiembre | 15:30 |
| Huracán Las Heras      | 1 - 0 | Huracán (SR)         | 4 de septiembre | 16:00 |
| Atlético Palmira       | 1 - 1 | San Martín (M)       | 4 de septiembre | 16:00 |
| Jorge Newbery (VM)     | 2 - 2 | Dep. Rodeo del Medio | 4 de septiembre | 17:00 |

| Dep. Rodeo del Medio  | 2 - 0 | Huracán Las Heras      | 9 de septiembre  | 21:00 |
| Pacífico              | 3 - 0 | Atlético Palmira       | 9 de septiembre  | 21:15 |
| Huracán (SR)          | 1 - 0 | Luján SC               | 9 de septiembre  | 21:30 |
| San Martín (M)        | 1 - 0 | Jorge Newbery (VM)     | 9 de septiembre  | 21:30 |
| Empleados de Comercio | 5 - 0 | Deportivo Montecaseros | 10 de septiembre | 16:00 |

| Luján SC               | 1 - 0 | Dep. Rodeo del Medio  | 14 de septiembre | 15:00 |
| Atlético Palmira       | 0 - 3 | Empleados de Comercio | 14 de septiembre | 15:00 |
| Huracán Las Heras      | 2 - 0 | San Martín (M)        | 14 de septiembre | 15:00 |
| Jorge Newbery (VM)     | 0 - 0 | Pacífico              | 14 de septiembre | 21:15 |
| Deportivo Montecaseros | 1 - 1 | Huracán (SR)          | 14 de septiembre | 21:30 |

| Atlético Palmira      | 0 - 1 | Deportivo Montecaseros | 17 de septiembre | 15:00 |
| Dep. Rodeo del Medio  | 2 - 0 | Huracán (SR)           | 17 de septiembre | 19:00 |
| Pacífico              | 2 - 1 | Huracán Las Heras      | 18 de septiembre | 20:30 |
| Empleados de Comercio | 2 - 2 | Jorge Newbery (VM)     | 19 de septiembre | 16:00 |
| San Martín (M)        | 2 - 0 | Luján SC               | 19 de septiembre | 21:00 |

| Deportivo Montecaseros | 1 - 1 | Dep. Rodeo del Medio  | 23 de septiembre | 21:30 |
| Luján SC               | 1 - 1 | Pacífico              | 24 de septiembre | 15:00 |
| Jorge Newbery (VM)     | 1 - 3 | Atlético Palmira      | 24 de septiembre | 20:30 |
| Huracán Las Heras      | 1 - 1 | Empleados de Comercio | 25 de septiembre | 16:00 |
| Huracán (SR)           | 1 - 0 | San Martín (M)        | 25 de septiembre | 21:00 |

| Luján SC             | 4 - 2 | Empleados de Comercio  | 28 de septiembre | 15:00 |
| Huracán Las Heras    | 1 - 0 | Atlético Palmira       | 28 de septiembre | 16:00 |
| Huracán (SR)         | 0 - 0 | Pacífico               | 28 de septiembre | 21:30 |
| Jorge Newbery (VM)   | 2 - 0 | Deportivo Montecaseros | 28 de septiembre | 21:30 |
| Dep. Rodeo del Medio | 3 - 0 | San Martín (M)         | 29 de septiembre | 21:00 |

| Atlético Palmira       | 2 - 1 | Luján SC             | 2 de octubre | 16:00 |
| Empleados de Comercio  | 1 - 0 | Huracán (SR)         | 2 de octubre | 16:00 |
| Jorge Newbery (VM)     | 0 - 3 | Huracán Las Heras    | 2 de octubre | 17:30 |
| Deportivo Montecaseros | 3 - 4 | San Martín (M)       | 3 de octubre | 16:00 |
| Pacífico               | 1 - 0 | Dep. Rodeo del Medio | 3 de octubre | 21:30 |

| Huracán (SR)         | 0 - 0 | Atlético Palmira       | 7 de octubre | 21:30 |
| Luján SC             | 0 - 2 | Jorge Newbery (VM)     | 9 de octubre | 16:00 |
| Huracán Las Heras    | 3 - 0 | Deportivo Montecaseros | 9 de octubre | 16:30 |
| San Martín (M)       | 2 - 0 | Pacífico               | 9 de octubre | 17:00 |
| Dep. Rodeo del Medio | 2 - 0 | Empleados de Comercio  | 9 de octubre | 17:00 |

| Empleados de Comercio  | 0 - 0 | San Martín (M)       | 15 de octubre | 16:00 |
| Huracán Las Heras      | 1 - 0 | Luján SC             | 15 de octubre | 16:30 |
| Atlético Palmira       | 0 - 1 | Dep. Rodeo del Medio | 15 de octubre | 16:30 |
| Deportivo Montecaseros | 1 - 3 | Pacífico             | 15 de octubre | 19:00 |
| Jorge Newbery (VM)     | 1 - 2 | Huracán (SR)         | 15 de octubre | 19:00 |

| Luján SC             | 1 - 2 | Deportivo Montecaseros | 19 de octubre | 15:00 |
| Dep. Rodeo del Medio | 2 - 0 | Jorge Newbery (VM)     | 19 de octubre | 16:00 |
| San Martín (M)       | 0 - 0 | Atlético Palmira       | 19 de octubre | 17:00 |
| Pacífico             | 4 - 0 | Empleados de Comercio  | 20 de octubre | 21:30 |
| Huracán (SR)         | 0 - 1 | Huracán Las Heras      | 20 de octubre | 21:30 |

| Luján SC               | 1 - 1 | Huracán (SR)          | 23 de octubre | 16:00 |
| Huracán Las Heras      | 0 - 0 | Dep. Rodeo del Medio  | 23 de octubre | 16:30 |
| Atlético Palmira       | 3 - 1 | Pacífico              | 23 de octubre | 16:30 |
| Jorge Newbery (VM)     | 5 - 1 | San Martín (M)        | 23 de octubre | 18:00 |
| Deportivo Montecaseros | 0 - 0 | Empleados de Comercio | 23 de octubre | 18:00 |

| Empleados de Comercio | 1 - 0 | Atlético Palmira       | 30 de octubre | 16:00 |
| Pacífico              | 2 - 1 | Jorge Newbery (VM)     | 30 de octubre | 17:00 |
| San Martín (M)        | 2 - 1 | Huracán Las Heras      | 30 de octubre | 17:00 |
| Dep. Rodeo del Medio  | 0 - 0 | Luján SC               | 30 de octubre | 17:00 |
| Huracán (SR)          | 1 - 0 | Deportivo Montecaseros | 30 de octubre | 21:00 |

| Luján SC               | 1 - 1 | San Martín (M)        | 6 de noviembre | 16:00 |
| Huracán Las Heras      | 2 - 1 | Pacífico              | 6 de noviembre | 17:00 |
| Deportivo Montecaseros | 2 - 2 | Atlético Palmira      | 6 de noviembre | 18:30 |
| Jorge Newbery (VM)     | 2 - 0 | Empleados de Comercio | 6 de noviembre | 19:30 |
| Huracán (SR)           | 0 - 2 | Dep. Rodeo del Medio  | 6 de noviembre | 21:00 |

| Pacífico              | 0 - 3 | Luján SC               | 11 de noviembre | 21:30 |
| Empleados de Comercio | 0 - 1 | Huracán Las Heras      | 12 de noviembre | 17:00 |
| Dep. Rodeo del Medio  | 1 - 0 | Deportivo Montecaseros | 12 de noviembre | 17:00 |
| Atlético Palmira      | 1 - 0 | Jorge Newbery (VM)     | 12 de noviembre | 17:00 |
| San Martín (M)        | 2 - 0 | Huracán (SR)           | 13 de noviembre | 17:00 |

### Región Pampeana norte

#### Zona A

##### Tabla de posiciones
| Pos. | Equipo                      | Pts. | PJ | PG | PE | PP | GF | GC | Dif. |
| ---- | --------------------------- | ---- | -- | -- | -- | -- | -- | -- | ---- |
| 01.º | Deportivo Camioneros        | 29   | 14 | 8  | 5  | 1  | 15 | 2  | 13   |
| 02.º | Independiente (Chivilcoy)   | 26   | 14 | 8  | 2  | 4  | 18 | 12 | 6    |
| 03.º | Everton                     | 25   | 14 | 7  | 4  | 3  | 17 | 11 | 6    |
| 04.º | El Linqueño                 | 20   | 14 | 6  | 2  | 6  | 18 | 17 | 1    |
| 05.º | Bragado Club                | 18   | 14 | 5  | 3  | 6  | 15 | 17 | −2   |
| 06.º | Jorge Newbery (Junín)       | 15   | 14 | 4  | 3  | 7  | 13 | 18 | −5   |
| 07.º | Sportsman (Carmen de Areco) | 13   | 14 | 3  | 4  | 7  | 11 | 17 | −6   |
| 08.º | Racing (Bavio)              | 9    | 14 | 2  | 3  | 9  | 12 | 25 | −13  |

|  | Clasificaron a la Segunda fase y a la Primera fase preliminar de la Copa Argentina 2016-17 |
|  | Descendió al Federal C 2017                                                                |

##### Resultados
| Everton         | 0 - 0 | Deportivo Camioneros | 13 de agosto | 15:30 |
| Racing (B)      | 0 - 0 | Independiente (C)    | 14 de agosto | 12:00 |
| Bragado Club    | 0 - 1 | El Linqueño          | 14 de agosto | 15:00 |
| Sportsman (CdA) | 1 - 1 | Jorge Newbery (J)    | 14 de agosto | 15:30 |

| Deportivo Camioneros | 4 - 0 | Jorge Newbery (J) | 19 de agosto | 15:00 |
| Bragado Club         | 1 - 1 | Sportsman (CdA)   | 21 de agosto | 15:30 |
| Independiente (C)    | 2 - 2 | Everton           | 21 de agosto | 15:30 |
| El Linqueño          | 4 - 0 | Racing (B)        | 21 de agosto | 15:30 |

| Racing (B)        | 1 - 1 | Bragado Club         | 28 de agosto | 15:00 |
| Everton           | 2 - 1 | El Linqueño          | 28 de agosto | 15:30 |
| Sportsman (CdA)   | 0 - 1 | Deportivo Camioneros | 28 de agosto | 15:30 |
| Jorge Newbery (J) | 0 - 2 | Independiente (C)    | 28 de agosto | 16:00 |

| Racing (B)        | 3 - 1 | Sportsman (CdA)      | 4 de septiembre | 15:00 |
| Independiente (C) | 0 - 2 | Deportivo Camioneros | 4 de septiembre | 15:00 |
| El Linqueño       | 2 - 1 | Jorge Newbery (J)    | 4 de septiembre | 15:30 |
| Bragado Club      | 2 - 1 | Everton              | 5 de septiembre | 17:00 |

| Deportivo Camioneros | 2 - 0 | El Linqueño       | 10 de septiembre | 15:00 |
| Sportsman (CdA)      | 1 - 3 | Independiente (C) | 11 de septiembre | 15:30 |
| Everton              | 2 - 1 | Racing (B)        | 11 de septiembre | 15:30 |
| Jorge Newbery (J)    | 1 - 1 | Bragado Club      | 11 de septiembre | 16:00 |

| Racing (B)   | 0 - 4 | Jorge Newbery (J)    | 18 de septiembre | 15:00 |
| Bragado Club | 0 - 1 | Deportivo Camioneros | 18 de septiembre | 15:00 |
| El Linqueño  | 0 - 2 | Independiente (C)    | 18 de septiembre | 15:30 |
| Everton      | 0 - 0 | Sportsman (CdA)      | 18 de septiembre | 16:00 |

| Deportivo Camioneros | 1 - 0 | Racing (B)   | 24 de septiembre | 15:00 |
| Sportsman (CdA)      | 2 - 0 | El Linqueño  | 24 de septiembre | 15:30 |
| Independiente (C)    | 2 - 0 | Bragado Club | 25 de septiembre | 16:00 |
| Jorge Newbery (J)    | 1 - 0 | Everton      | 25 de septiembre | 16:00 |

| Deportivo Camioneros | 0 - 0 | Everton         | 1 de octubre | 15:00 |
| Independiente (C)    | 2 - 1 | Racing (B)      | 1 de octubre | 16:00 |
| Jorge Newbery (J)    | 0 - 1 | Sportsman (CdA) | 1 de octubre | 16:00 |
| El Linqueño          | 1 - 2 | Bragado Club    | 2 de octubre | 15:30 |

| Racing (B)        | 0 - 1 | El Linqueño          | 8 de octubre | 15:30 |
| Sportsman (CdA)   | 0 - 1 | Bragado Club         | 8 de octubre | 15:30 |
| Jorge Newbery (J) | 0 - 0 | Deportivo Camioneros | 9 de octubre | 16:00 |
| Everton           | 0 - 1 | Independiente (C)    | 9 de octubre | 16:00 |

| Deportivo Camioneros | 0 - 1 | Sportsman (CdA)   | 15 de octubre | 15:00 |
| Bragado Club         | 3 - 2 | Racing (B)        | 15 de octubre | 15:30 |
| Independiente (C)    | 2 - 0 | Jorge Newbery (J) | 15 de octubre | 16:00 |
| El Linqueño          | 2 - 3 | Everton           | 16 de octubre | 16:30 |

| Everton              | 1 - 0 | Bragado Club      | 22 de octubre | 13:30 |
| Deportivo Camioneros | 1 - 0 | Independiente (C) | 22 de octubre | 15:00 |
| Sportsman (CdA)      | 1 - 3 | Racing (B)        | 23 de octubre | 16:00 |
| Jorge Newbery (J)    | 1 - 2 | El Linqueño       | 23 de octubre | 16:00 |

| El Linqueño       | 0 - 0 | Deportivo Camioneros | 30 de octubre | 16:00 |
| Independiente (C) | 1 - 0 | Sportsman (CdA)      | 30 de octubre | 16:00 |
| Racing (B)        | 0 - 3 | Everton              | 30 de octubre | 16:00 |
| Bragado Club      | 1 - 2 | Jorge Newbery (J)    | 30 de octubre | 16:00 |

| Deportivo Camioneros | 2 - 0 | Bragado Club | 5 de noviembre | 15:00 |
| Independiente (C)    | 0 - 2 | El Linqueño  | 5 de noviembre | 16:00 |
| Sportsman (CdA)      | 0 - 1 | Everton      | 6 de noviembre | 15:30 |
| Jorge Newbery (J)    | 1 - 0 | Racing (B)   | 6 de noviembre | 16:00 |

| El Linqueño  | 2 - 2 | Sportsman (CdA)      | 11 de noviembre | 21:00 |
| Racing (B)   | 1 - 1 | Deportivo Camioneros | 12 de noviembre | 16:00 |
| Bragado Club | 3 - 1 | Independiente (C)    | 12 de noviembre | 17:00 |
| Everton      | 2 - 1 | Jorge Newbery (J)    | 13 de noviembre | 16:30 |

#### Zona B

##### Tabla de posiciones
| Pos. | Equipo                    | Pts. | PJ | PG | PE | PP | GF | GC | Dif. |
| ---- | ------------------------- | ---- | -- | -- | -- | -- | -- | -- | ---- |
| 01.º | Belgrano (San Nicolás)    | 27   | 14 | 7  | 6  | 1  | 16 | 8  | 8    |
| 02.º | Sportivo Barracas (Colón) | 25   | 14 | 7  | 4  | 3  | 13 | 9  | 4    |
| 03.º | General Rojo              | 23   | 14 | 7  | 2  | 5  | 22 | 18 | 4    |
| 04.º | Defensores de Salto       | 18   | 14 | 5  | 3  | 6  | 23 | 19 | 4    |
| 05.º | Sportivo Baradero         | 18   | 14 | 4  | 6  | 4  | 18 | 16 | 2    |
| 06.º | Juventud (Pergamino)      | 17   | 14 | 4  | 5  | 5  | 14 | 16 | −2   |
| 07.º | La Emilia                 | 12   | 14 | 2  | 6  | 6  | 17 | 24 | −7   |
| 08.º | Argentino (Pergamino)     | 11   | 14 | 3  | 2  | 9  | 10 | 23 | −13  |

|  | Clasificaron a la Segunda fase y a la Primera fase preliminar de la Copa Argentina 2016-17 |
|  | Descendió al Federal C 2017                                                                |

##### Resultados
| General Rojo      | 3 - 2 | La Emilia             | 13 de agosto | 15:30 |
| Belgrano (SN)     | 1 - 1 | Defensores de Salto   | 14 de agosto | 15:30 |
| Argentino (P)     | 2 - 0 | Juventud (P)          | 14 de agosto | 15:30 |
| Sportivo Baradero | 1 - 1 | Sportivo Barracas (C) | 14 de agosto | 16:00 |

| General Rojo          | 0 - 1 | Belgrano (SN)       | 20 de agosto | 16:00 |
| Juventud (P)          | 2 - 2 | Sportivo Baradero   | 21 de agosto | 15:30 |
| Sportivo Barracas (C) | 1 - 0 | Defensores de Salto | 21 de agosto | 16:00 |
| La Emilia             | 1 - 0 | Argentino (P)       | 21 de agosto | 17:00 |

| Argentino (P)       | 1 - 3 | General Rojo          | 27 de agosto | 16:00 |
| Sportivo Baradero   | 1 - 1 | La Emilia             | 28 de agosto | 15:30 |
| Defensores de Salto | 1 - 1 | Juventud (P)          | 28 de agosto | 15:30 |
| Belgrano (SN)       | 0 - 0 | Sportivo Barracas (C) | 28 de agosto | 16:00 |

| Argentino (P) | 0 - 1 | Belgrano (SN)         | 3 de septiembre | 16:00 |
| Juventud (P)  | 0 - 1 | Sportivo Barracas (C) | 4 de septiembre | 15:30 |
| General Rojo  | 1 - 1 | Sportivo Baradero     | 4 de septiembre | 15:30 |
| La Emilia     | 2 - 1 | Defensores de Salto   | 4 de septiembre | 16:00 |

| Sportivo Baradero     | 5 - 2 | Argentino (P) | 9 de septiembre  | 21:00 |
| Belgrano (SN)         | 0 - 0 | Juventud (P)  | 10 de septiembre | 15:00 |
| Defensores de Salto   | 4 - 0 | General Rojo  | 11 de septiembre | 15:30 |
| Sportivo Barracas (C) | 2 - 2 | La Emilia     | 11 de septiembre | 16:00 |

| Sportivo Baradero | 1 - 2 | Belgrano (SN)         | 16 de septiembre | 20:30 |
| General Rojo      | 1 - 0 | Sportivo Barracas (C) | 17 de septiembre | 16:00 |
| La Emilia         | 1 - 1 | Juventud (P)          | 18 de septiembre | 16:00 |
| Argentino (P)     | 1 - 1 | Defensores de Salto   | 18 de septiembre | 16:00 |

| Belgrano (SN)         | 1 - 0 | La Emilia         | 23 de septiembre | 20:30 |
| Juventud (P)          | 1 - 0 | General Rojo      | 25 de septiembre | 16:00 |
| Sportivo Barracas (C) | 1 - 0 | Argentino (P)     | 25 de septiembre | 16:00 |
| Defensores de Salto   | 2 - 0 | Sportivo Baradero | 26 de septiembre | 21:00 |

| La Emilia             | 3 - 3 | General Rojo      | 2 de octubre | 16:00 |
| Juventud (P)          | 0 - 1 | Argentino (P)     | 2 de octubre | 16:00 |
| Sportivo Barracas (C) | 2 - 0 | Sportivo Baradero | 2 de octubre | 17:00 |
| Defensores de Salto   | 0 - 1 | Belgrano (SN)     | 2 de octubre | 18:00 |

| Sportivo Baradero   | 0 - 1 | Juventud (P)          | 7 de octubre | 21:00 |
| Belgrano (SN)       | 0 - 1 | General Rojo          | 9 de octubre | 16:00 |
| Defensores de Salto | 1 - 0 | Sportivo Barracas (C) | 9 de octubre | 16:00 |
| Argentino (P)       | 1 - 0 | La Emilia             | 9 de octubre | 16:00 |

| La Emilia             | 0 - 2 | Sportivo Baradero   | 15 de octubre | 20:00 |
| General Rojo          | 3 - 0 | Argentino (P)       | 16 de octubre | 16:00 |
| Juventud (P)          | 3 - 1 | Defensores de Salto | 16 de octubre | 16:15 |
| Sportivo Barracas (C) | 1 - 1 | Belgrano (SN)       | 16 de octubre | 17:00 |

| Defensores de Salto   | 5 - 2 | La Emilia     | 23 de octubre | 16:00 |
| Belgrano (SN)         | 4 - 1 | Argentino (P) | 23 de octubre | 16:00 |
| Sportivo Barracas (C) | 0 - 2 | Juventud (P)  | 23 de octubre | 17:00 |
| Sportivo Baradero     | 1 - 0 | General Rojo  | 23 de octubre | 17:30 |

| General Rojo  | 3 - 2 | Defensores de Salto   | 29 de octubre | 16:00 |
| La Emilia     | 1 - 2 | Sportivo Barracas (C) | 30 de octubre | 16:00 |
| Argentino (P) | 0 - 0 | Sportivo Baradero     | 30 de octubre | 16:00 |
| Juventud (P)  | 1 - 2 | Belgrano (SN)         | 30 de octubre | 18:30 |

| Defensores de Salto   | 3 - 1 | Argentino (P)     | 6 de noviembre | 16:00 |
| Belgrano (SN)         | 1 - 1 | Sportivo Baradero | 6 de noviembre | 17:00 |
| Sportivo Barracas (C) | 1 - 0 | General Rojo      | 6 de noviembre | 17:30 |
| Juventud (P)          | 1 - 1 | La Emilia         | 6 de noviembre | 19:00 |

| Sportivo Baradero | 3 - 1 | Defensores de Salto   | 11 de noviembre | 21:00 |
| La Emilia         | 1 - 1 | Belgrano (SN)         | 12 de noviembre | 17:00 |
| Argentino (P)     | 0 - 1 | Sportivo Barracas (C) | 12 de noviembre | 17:00 |
| General Rojo      | 4 - 1 | Juventud (P)          | 12 de noviembre | 17:00 |

### Región Pampeana sur

#### Zona A

##### Tabla de posiciones
| Pos. | Equipo                               | Pts. | PJ | PG | PE | PP | GF | GC | Dif. |
| ---- | ------------------------------------ | ---- | -- | -- | -- | -- | -- | -- | ---- |
| 01.º | Sansinena                            | 21   | 12 | 6  | 3  | 3  | 16 | 9  | 7    |
| 02.º | Bella Vista (Bahía Blanca)           | 21   | 12 | 6  | 3  | 3  | 16 | 13 | 3    |
| 03.º | Tiro Federal (Bahía Blanca)          | 17   | 12 | 5  | 2  | 5  | 13 | 12 | 1    |
| 04.º | Liniers (Bahía Blanca)               | 17   | 12 | 5  | 2  | 5  | 11 | 12 | −1   |
| 05.º | All Boys (Santa Rosa)                | 16   | 12 | 4  | 4  | 4  | 10 | 11 | −1   |
| 06.º | Ferro Sud (Olavarría)                | 13   | 12 | 3  | 4  | 5  | 13 | 11 | 2    |
| 07.º | Deportivo Sarmiento (Coronel Suárez) | 12   | 12 | 4  | 0  | 8  | 11 | 22 | −11  |

|  | Clasificaron a la Segunda fase y a la Primera fase preliminar de la Copa Argentina 2016-17 |
|  | Descendió al Federal C 2017                                                                |

##### Resultados
| Deportivo Sarmiento (CS)     | 1 - 0 | Ferro (O)        | 13 de agosto | 16:00 |
| Sansinena                    | 1 - 0 | Bella Vista (BB) | 15 de agosto | 15:30 |
| Tiro Federal (BB)            | 0 - 1 | Liniers (BB)     | 15 de agosto | 15:30 |
| Libre: All Boys (Santa Rosa) |       |                  |              |       |

| Bella Vista (BB)                            | 1 - 1 | All Boys (SR)     | 21 de agosto | 16:00 |
| Liniers (BB)                                | 0 - 1 | Sansinena         | 21 de agosto | 16:00 |
| Ferro (O)                                   | 3 - 1 | Tiro Federal (BB) | 22 de agosto | 21:00 |
| Libre: Deportivo Sarmiento (Coronel Suárez) |       |                   |              |       |

| Sansinena                         | 0 - 0 | Ferro (O)                | 28 de agosto | 16:00 |
| Tiro Federal (BB)                 | 0 - 1 | Deportivo Sarmiento (CS) | 28 de agosto | 16:00 |
| All Boys (SR)                     | 3 - 0 | Liniers (BB)             | 28 de agosto | 16:00 |
| Libre: Bella Vista (Bahía Blanca) |       |                          |              |       |

| Deportivo Sarmiento (CS)           | 0 - 1 | Sansinena        | 3 de septiembre | 16:00 |
| Ferro (O)                          | 0 - 0 | All Boys (SR)    | 4 de septiembre | 15:30 |
| Liniers (BB)                       | 0 - 2 | Bella Vista (BB) | 4 de septiembre | 16:00 |
| Libre: Tiro Federal (Bahía Blanca) |       |                  |                 |       |

| All Boys (SR)                 | 1 - 0 | Deportivo Sarmiento (CS) | 11 de septiembre | 15:30 |
| Bella Vista (BB)              | 0 - 0 | Ferro (O)                | 11 de septiembre | 16:00 |
| Sansinena                     | 1 - 1 | Tiro Federal (BB)        | 11 de septiembre | 16:00 |
| Libre: Liniers (Bahía Blanca) |       |                          |                  |       |

| Deportivo Sarmiento (CS) | 1 - 2 | Bella Vista (BB) | 17 de septiembre | 16:00 |
| Ferro (O)                | 1 - 0 | Liniers (BB)     | 18 de septiembre | 15:30 |
| Tiro Federal (BB)        | 0 - 1 | All Boys (SR)    | 18 de septiembre | 16:00 |
| Libre: Sansinena         |       |                  |                  |       |

| All Boys (SR)                | 2 - 1 | Sansinena                | 24 de septiembre | 20:00 |
| Bella Vista (BB)             | 1 - 2 | Tiro Federal (BB)        | 25 de septiembre | 16:00 |
| Liniers (BB)                 | 2 - 1 | Deportivo Sarmiento (CS) | 25 de septiembre | 16:00 |
| Libre: Ferro Sud (Olavarría) |       |                          |                  |       |

| Ferro (O)                    | 5 - 0 | Deportivo Sarmiento (CS) | 2 de octubre | 15:30 |
| Bella Vista (BB)             | 3 - 2 | Sansinena                | 2 de octubre | 16:00 |
| Liniers (BB)                 | 0 - 0 | Tiro Federal (BB)        | 2 de octubre | 16:00 |
| Libre: All Boys (Santa Rosa) |       |                          |              |       |

| Sansinena                                   | 0 - 0 | Liniers (BB)     | 9 de octubre | 16:00 |
| Tiro Federal (BB)                           | 2 - 1 | Ferro (O)        | 9 de octubre | 16:00 |
| All Boys (SR)                               | 0 - 0 | Bella Vista (BB) | 9 de octubre | 20:00 |
| Libre: Deportivo Sarmiento (Coronel Suárez) |       |                  |              |       |

| Deportivo Sarmiento (CS)          | 1 - 2 | Tiro Federal (BB) | 15 de octubre | 15:30 |
| Liniers (BB)                      | 2 - 1 | All Boys (SR)     | 15 de octubre | 20:30 |
| Ferro (O)                         | 1 - 2 | Sansinena         | 17 de octubre | 21:00 |
| Libre: Bella Vista (Bahía Blanca) |       |                   |               |       |

| Bella Vista (BB)                   | 0 - 3 | Liniers (BB)             | 23 de octubre | 16:00 |
| Sansinena                          | 4 - 0 | Deportivo Sarmiento (CS) | 23 de octubre | 16:00 |
| All Boys (SR)                      | 1 - 1 | Ferro (O)                | 23 de octubre | 16:00 |
| Libre: Tiro Federal (Bahía Blanca) |       |                          |               |       |

| Tiro Federal (BB)             | 2 - 1 | Sansinena        | 29 de octubre | 16:00 |
| Deportivo Sarmiento (CS)      | 1 - 0 | All Boys (SR)    | 29 de octubre | 19:30 |
| Ferro (O)                     | 1 - 2 | Bella Vista (BB) | 30 de octubre | 16:00 |
| Libre: Liniers (Bahía Blanca) |       |                  |               |       |

| All Boys (SR)    | 0 - 3 | Tiro Federal (BB)        | 4 de noviembre | 21:00 |
| Bella Vista (BB) | 4 - 2 | Deportivo Sarmiento (CS) | 6 de noviembre | 16:00 |
| Liniers (BB)     | 2 - 0 | Ferro (O)                | 6 de noviembre | 20:00 |
| Libre: Sansinena |       |                          |                |       |

| Tiro Federal (BB)            | 0 - 1 | Bella Vista (BB) | 12 de noviembre | 17:00 |
| Sansinena                    | 2 - 0 | All Boys (SR)    | 12 de noviembre | 17:00 |
| Deportivo Sarmiento (CS)     | 3 - 1 | Liniers (BB)     | 12 de noviembre | 17:00 |
| Libre: Ferro Sud (Olavarría) |       |                  |                 |       |

#### Zona B

##### Tabla de posiciones
| Pos. | Equipo                           | Pts. | PJ | PG | PE | PP | GF | GC | Dif. |
| ---- | -------------------------------- | ---- | -- | -- | -- | -- | -- | -- | ---- |
| 01.º | Sarmiento (Ayacucho)             | 25   | 12 | 7  | 4  | 1  | 19 | 7  | 12   |
| 02.º | Kimberley                        | 25   | 12 | 7  | 4  | 1  | 19 | 9  | 10   |
| 03.º | Círculo Deportivo                | 19   | 12 | 5  | 4  | 3  | 11 | 9  | 2    |
| 04.º | Argentinos (Veinticinco de Mayo) | 15   | 12 | 4  | 3  | 5  | 10 | 12 | −2   |
| 05.º | América (General Pirán)          | 13   | 12 | 3  | 4  | 5  | 11 | 11 | 0    |
| 06.º | Ferrocarril Roca (Las Flores)    | 12   | 12 | 3  | 3  | 6  | 8  | 15 | −7   |
| 07.º | Racing (Balcarce)                | 5    | 12 | 1  | 2  | 9  | 8  | 23 | −15  |

|  | Clasificó a la Segunda fase y a la Primera fase preliminar de la Copa Argentina 2016-17 y luego fue sancionado con el descenso al Federal C 2017, perdiendo la última clasificación |
|  | Clasificó a la Segunda fase y a la Primera fase preliminar de la Copa Argentina 2016-17                                                                                             |
|  | Clasificó a la Primera fase preliminar de la Copa Argentina 2016-17 en reemplazo de Círculo Deportivo que decidió no participar.                                                    |

##### Resultados
| Kimberley                | 1 - 0 | Círculo Deportivo | 14 de agosto | 15:15 |
| Sarmiento (A)            | 1 - 0 | Argentinos (VdM)  | 14 de agosto | 15:30 |
| Ferrocarril Roca (LF)    | 0 - 0 | América (GP)      | 14 de agosto | 16:00 |
| Libre: Racing (Balcarce) |       |                   |              |       |

| Argentinos (VdM)            | 1 - 0 | Ferrocarril Roca (LF) | 19 de agosto | 21:05 |
| América (GP)                | 0 - 0 | Kimberley             | 21 de agosto | 15:00 |
| Círculo Deportivo           | 1 - 2 | Racing (B)            | 21 de agosto | 15:00 |
| Libre: Sarmiento (Ayacucho) |       |                       |              |       |

| Ferrocarril Roca (LF)    | 1 - 0 | Sarmiento (A)    | 27 de agosto | 19:00 |
| Kimberley                | 1 - 0 | Argentinos (VdM) | 28 de agosto | 15:00 |
| Racing (B)               | 1 - 1 | América (GP)     | 28 de agosto | 15:30 |
| Libre: Círculo Deportivo |       |                  |              |       |

| Argentinos (VdM)                     | 3 - 0 | Racing (B)        | 2 de septiembre | 20:15 |
| América (GP)                         | 0 - 1 | Círculo Deportivo | 3 de septiembre | 15:00 |
| Sarmiento (A)                        | 1 - 1 | Kimberley         | 4 de septiembre | 15:00 |
| Libre: Ferrocarril Roca (Las Flores) |       |                   |                 |       |

| Racing (B)                     | 2 - 4 | Sarmiento (A)         | 10 de septiembre | 15:30 |
| Kimberley                      | 5 - 2 | Ferrocarril Roca (LF) | 11 de septiembre | 11:15 |
| Círculo Deportivo              | 2 - 1 | Argentinos (VdM)      | 11 de septiembre | 15:00 |
| Libre: América (General Pirán) |       |                       |                  |       |

| Argentinos (VdM)      | 1 - 2 | América (GP)      | 16 de septiembre | 20:45 |
| Sarmiento (A)         | 0 - 0 | Círculo Deportivo | 18 de septiembre | 11:00 |
| Ferrocarril Roca (LF) | 2 - 1 | Racing (B)        | 18 de septiembre | 16:00 |
| Libre: Kimberley      |       |                   |                  |       |

| Círculo Deportivo                       | 0 - 0 | Ferrocarril Roca (LF) | 25 de septiembre | 11:00 |
| Racing (B)                              | 1 - 2 | Kimberley             | 25 de septiembre | 16:00 |
| América (GP)                            | 0 - 3 | Sarmiento (A)         | 25 de septiembre | 16:00 |
| Libre: Argentinos (Veinticinco de Mayo) |       |                       |                  |       |

| Argentinos (VdM)         | 0 - 0 | Sarmiento (A)         | 1 de octubre | 19:30 |
| Círculo Deportivo        | 1 - 1 | Kimberley             | 2 de octubre | 15:30 |
| América (GP)             | 0 - 0 | Ferrocarril Roca (LF) | 2 de octubre | 16:00 |
| Libre: Racing (Balcarce) |       |                       |              |       |

| Kimberley                   | 1 - 0 | América (GP)      | 9 de octubre | 11:00 |
| Racing (B)                  | 0 - 1 | Círculo Deportivo | 9 de octubre | 16:00 |
| Ferrocarril Roca (LF)       | 0 - 1 | Argentinos (VdM)  | 9 de octubre | 16:30 |
| Libre: Sarmiento (Ayacucho) |       |                   |              |       |

| Sarmiento (A)            | 3 - 1 | Ferrocarril Roca (LF) | 14 de octubre | 20:15 |
| Argentinos (VdM)         | 1 - 1 | Kimberley             | 14 de octubre | 20:45 |
| América (GP)             | 3 - 0 | Racing (B)            | 16 de octubre | 16:00 |
| Libre: Círculo Deportivo |       |                       |               |       |

| Kimberley                            | 1 - 3 | Sarmiento (A)    | 23 de octubre | 11:15 |
| Círculo Deportivo                    | 2 - 1 | América (GP)     | 23 de octubre | 16:00 |
| Racing (B)                           | 1 - 1 | Argentinos (VdM) | 23 de octubre | 16:00 |
| Libre: Ferrocarril Roca (Las Flores) |       |                  |               |       |

| Argentinos (VdM)               | 1 - 0 | Círculo Deportivo | 28 de octubre | 21:00 |
| Sarmiento (A)                  | 1 - 0 | Racing (B)        | 30 de octubre | 16:00 |
| Ferrocarril Roca (LF)          | 0 - 2 | Kimberley         | 30 de octubre | 16:00 |
| Libre: América (General Pirán) |       |                   |               |       |

| Círculo Deportivo | 1 - 1 | Sarmiento (A)         | 6 de noviembre | 16:00 |
| América (GP)      | 4 - 0 | Argentinos (VdM)      | 6 de noviembre | 16:00 |
| Racing (B)        | 0 - 1 | Ferrocarril Roca (LF) | 6 de noviembre | 16:00 |
| Libre: Kimberley  |       |                       |                |       |

| Ferrocarril Roca (LF)                   | 1 - 2 | Círculo Deportivo | 12 de noviembre | 17:00 |
| Kimberley                               | 3 - 0 | Racing (B)        | 12 de noviembre | 17:00 |
| Sarmiento (A)                           | 2 - 0 | América (GP)      | 12 de noviembre | 17:00 |
| Libre: Argentinos (Veinticinco de Mayo) |       |                   |                 |       |

### Región Sur

#### Zona A

##### Tabla de posiciones
| Pos. | Equipo                                   | Pts. | PJ | PG | PE | PP | GF | GC | Dif. |
| ---- | ---------------------------------------- | ---- | -- | -- | -- | -- | -- | -- | ---- |
| 01.º | Huracán (Comodoro Rivadavia)             | 25   | 12 | 7  | 4  | 1  | 22 | 9  | 13   |
| 02.º | Jorge Newbery (Comodoro Rivadavia)       | 23   | 12 | 6  | 5  | 1  | 19 | 8  | 11   |
| 03.º | Camioneros (Río Grande)                  | 16   | 12 | 4  | 4  | 4  | 15 | 20 | −5   |
| 04.º | Boxing Club                              | 14   | 12 | 3  | 5  | 4  | 16 | 13 | 3    |
| 05.º | CAI                                      | 14   | 12 | 4  | 2  | 6  | 17 | 20 | −3   |
| 06.º | Florentino Ameghino (Comodoro Rivadavia) | 12   | 12 | 3  | 3  | 6  | 12 | 18 | −6   |
| 07.º | Estrella Norte                           | 9    | 12 | 2  | 3  | 7  | 7  | 20 | −13  |

|  | Clasificaron a la Segunda fase y a la Primera fase preliminar de la Copa Argentina 2016-17 |
|  | Descendió al Federal C 2017                                                                |

##### Resultados
| Boxing Club                    | 0 - 1 | Florentino Ameghino (CR) | 14 de agosto | 15:00 |
| Jorge Newbery (CR)             | 1 - 0 | Estrella Norte           | 14 de agosto | 15:30 |
| Huracán (CR)                   | 2 - 0 | CAI                      | 14 de agosto | 15:30 |
| Libre: Camioneros (Río Grande) |       |                          |              |       |

| CAI                      | 1 - 1 | Jorge Newbery (CR) | 20 de agosto | 15:00 |
| Estrella Norte           | 1 - 1 | Camioneros (RG)    | 21 de agosto | 15:00 |
| Florentino Ameghino (CR) | 0 - 2 | Huracán (CR)       | 21 de agosto | 15:00 |
| Libre: Boxing Club       |       |                    |              |       |

| Huracán (CR)          | 2 - 0 | Boxing Club              | 28 de agosto | 15:30 |
| Jorge Newbery (CR)    | 2 - 1 | Florentino Ameghino (CR) | 28 de agosto | 15:30 |
| Camioneros (RG)       | 2 - 1 | CAI                      | 28 de agosto | 16:00 |
| Libre: Estrella Norte |       |                          |              |       |

| CAI                                 | 3 - 1 | Estrella Norte     | 3 de septiembre | 15:00 |
| Florentino Ameghino (CR)            | 1 - 1 | Camioneros (RG)    | 4 de septiembre | 15:00 |
| Boxing Club                         | 1 - 1 | Jorge Newbery (CR) | 4 de septiembre | 16:30 |
| Libre: Huracán (Comodoro Rivadavia) |       |                    |                 |       |

| Camioneros (RG)    | 1 - 1 | Boxing Club              | 11 de septiembre | 15:30 |
| Jorge Newbery (CR) | 0 - 0 | Huracán (CR)             | 11 de septiembre | 15:30 |
| Estrella Norte     | 1 - 0 | Florentino Ameghino (CR) | 11 de septiembre | 16:30 |
| Libre: CAI         |       |                          |                  |       |

| Florentino Ameghino (CR)                  | 2 - 3 | CAI             | 18 de septiembre | 16:00 |
| Huracán (CR)                              | 3 - 4 | Camioneros (RG) | 18 de septiembre | 16:00 |
| Boxing Club                               | 5 - 0 | Estrella Norte  | 18 de septiembre | 16:00 |
| Libre: Jorge Newbery (Comodoro Rivadavia) |       |                 |                  |       |

| CAI                                             | 2 - 1 | Boxing Club        | 24 de septiembre | 16:00 |
| Estrella Norte                                  | 1 - 1 | Huracán (CR)       | 25 de septiembre | 16:00 |
| Camioneros (RG)                                 | 1 - 0 | Jorge Newbery (CR) | 25 de septiembre | 16:00 |
| Libre: Florentino Ameghino (Comodoro Rivadavia) |       |                    |                  |       |

| CAI                            | 1 - 1 | Huracán (CR)       | 1 de octubre | 16:00 |
| Estrella Norte                 | 0 - 2 | Jorge Newbery (CR) | 2 de octubre | 16:00 |
| Florentino Ameghino (CR)       | 2 - 2 | Boxing Club        | 2 de octubre | 16:00 |
| Libre: Camioneros (Río Grande) |       |                    |              |       |

| Camioneros (RG)    | 1 - 0 | Estrella Norte           | 9 de octubre | 16:00 |
| Huracán (CR)       | 2 - 0 | Florentino Ameghino (CR) | 9 de octubre | 16:00 |
| Jorge Newbery (CR) | 3 - 1 | CAI                      | 9 de octubre | 16:00 |
| Libre: Boxing Club |       |                          |              |       |

| CAI                      | 3 - 1 | Camioneros (RG)    | 15 de octubre | 16:00 |
| Boxing Club              | 0 - 2 | Huracán (CR)       | 16 de octubre | 15:30 |
| Florentino Ameghino (CR) | 1 - 3 | Jorge Newbery (CR) | 16 de octubre | 17:00 |
| Libre: Estrella Norte    |       |                    |               |       |

| Camioneros (RG)                     | 0 - 0 | Florentino Ameghino (CR) | 23 de octubre | 16:00 |
| Estrella Norte                      | 2 - 1 | CAI                      | 23 de octubre | 16:00 |
| Jorge Newbery (CR)                  | 1 - 1 | Boxing Club              | 23 de octubre | 17:00 |
| Libre: Huracán (Comodoro Rivadavia) |       |                          |               |       |

| Boxing Club              | 3 - 1 | Camioneros (RG)    | 29 de octubre | 16:00 |
| Florentino Ameghino (CR) | 2 - 1 | Estrella Norte     | 29 de octubre | 16:00 |
| Huracán (CR)             | 1 - 1 | Jorge Newbery (CR) | 30 de octubre | 16:00 |
| Libre: CAI               |       |                    |               |       |

| CAI                                       | 1 - 2 | Florentino Ameghino (CR) | 5 de noviembre | 16:00 |
| Camioneros (RG)                           | 2 - 3 | Huracán (CR)             | 6 de noviembre | 16:00 |
| Estrella Norte                            | 0 - 0 | Boxing Club              | 6 de noviembre | 16:00 |
| Libre: Jorge Newbery (Comodoro Rivadavia) |       |                          |                |       |

| Huracán (CR)                                    | 3 - 0 | Estrella Norte  | 12 de noviembre | 16:00 |
| Jorge Newbery (CR)                              | 4 - 0 | Camioneros (RG) | 12 de noviembre | 16:00 |
| Boxing Club                                     | 2 - 0 | CAI             | 12 de noviembre | 16:00 |
| Libre: Florentino Ameghino (Comodoro Rivadavia) |       |                 |                 |       |

#### Zona B

##### Tabla de posiciones
| Pos. | Equipo                          | Pts. | PJ | PG | PE | PP | GF | GC | Dif. |
| ---- | ------------------------------- | ---- | -- | -- | -- | -- | -- | -- | ---- |
| 01.º | Sol de Mayo                     | 30   | 14 | 9  | 3  | 2  | 19 | 8  | 11   |
| 02.º | Germinal                        | 25   | 14 | 7  | 4  | 3  | 16 | 9  | 7    |
| 03.º | Deportivo Rincón                | 24   | 14 | 7  | 3  | 4  | 27 | 14 | 13   |
| 04.º | Cruz del Sur (Bariloche)        | 21   | 14 | 5  | 6  | 3  | 14 | 15 | −1   |
| 05.º | Racing (Trelew)                 | 17   | 14 | 5  | 2  | 7  | 20 | 22 | −2   |
| 06.º | Independiente (Río Colorado)    | 14   | 14 | 3  | 5  | 6  | 13 | 22 | −9   |
| 07.º | Deportivo 25 de Mayo (La Pampa) | 12   | 14 | 3  | 3  | 8  | 10 | 20 | −10  |
| 08.º | Alianza de Cutral Có            | 11   | 14 | 3  | 2  | 9  | 10 | 19 | −9   |

|  | Clasificaron a la Segunda fase y a la Primera fase preliminar de la Copa Argentina 2016-17 |
|  | Descendió al Federal C 2017                                                                |

##### Resultados
| Sol de Mayo        | 4 - 1 | Cruz del Sur (B)          | 14 de agosto | 15:30 |
| Racing (T)         | 0 - 0 | Germinal                  | 14 de agosto | 15:30 |
| Independiente (RC) | 2 - 1 | Deportivo 25 de Mayo (LP) | 14 de agosto | 16:00 |
| Alianza (CC)       | 0 - 1 | Deportivo Rincón          | 14 de agosto | 16:00 |

| Racing (T)                | 2 - 0 | Alianza (CC)       | 21 de agosto | 11:00 |
| Cruz del Sur (B)          | 2 - 1 | Independiente (RC) | 21 de agosto | 15:30 |
| Germinal                  | 1 - 1 | Sol de Mayo        | 21 de agosto | 15:30 |
| Deportivo 25 de Mayo (LP) | 0 - 0 | Deportivo Rincón   | 21 de agosto | 16:00 |

| Sol de Mayo        | 2 - 1 | Racing (T)                | 28 de agosto | 15:30 |
| Deportivo Rincón   | 1 - 1 | Cruz del Sur (B)          | 28 de agosto | 16:00 |
| Independiente (RC) | 1 - 3 | Germinal                  | 28 de agosto | 16:00 |
| Alianza (CC)       | 1 - 0 | Deportivo 25 de Mayo (LP) | 28 de agosto | 20:00 |

| Racing (T)       | 2 - 2 | Independiente (RC)        | 4 de septiembre | 11:00 |
| Sol de Mayo      | 2 - 1 | Alianza (CC)              | 4 de septiembre | 15:30 |
| Germinal         | 2 - 0 | Deportivo Rincón          | 4 de septiembre | 16:00 |
| Cruz del Sur (B) | 0 - 0 | Deportivo 25 de Mayo (LP) | 4 de septiembre | 16:00 |

| Alianza (CC)              | 0 - 0 | Cruz del Sur (B) | 11 de septiembre | 16:00 |
| Deportivo Rincón          | 4 - 1 | Racing (T)       | 11 de septiembre | 16:00 |
| Deportivo 25 de Mayo (LP) | 1 - 0 | Germinal         | 11 de septiembre | 16:00 |
| Independiente (RC)        | 1 - 1 | Sol de Mayo      | 11 de septiembre | 20:00 |

| Racing (T)         | 2 - 1 | Deportivo 25 de Mayo (LP) | 18 de septiembre | 11:00 |
| Sol de Mayo        | 1 - 0 | Deportivo Rincón          | 18 de septiembre | 15:30 |
| Germinal           | 0 - 0 | Cruz del Sur (B)          | 18 de septiembre | 16:00 |
| Independiente (RC) | 3 - 1 | Alianza (CC)              | 18 de septiembre | 20:00 |

| Deportivo 25 de Mayo (LP) | 0 - 1 | Sol de Mayo        | 25 de septiembre | 16:00 |
| Alianza (CC)              | 0 - 1 | Germinal           | 25 de septiembre | 16:00 |
| Deportivo Rincón          | 5 - 0 | Independiente (RC) | 25 de septiembre | 16:00 |
| Cruz del Sur (B)          | 1 - 3 | Racing (T)         | 25 de septiembre | 16:00 |

| Cruz del Sur (B)          | 0 - 1 | Sol de Mayo        | 2 de octubre | 16:00 |
| Germinal                  | 1 - 0 | Racing (T)         | 2 de octubre | 16:00 |
| Deportivo Rincón          | 4 - 2 | Alianza (CC)       | 2 de octubre | 16:00 |
| Deportivo 25 de Mayo (LP) | 1 - 0 | Independiente (RC) | 2 de octubre | 16:00 |

| Sol de Mayo        | 4 - 0 | Germinal                  | 9 de octubre | 16:00 |
| Deportivo Rincón   | 5 - 1 | Deportivo 25 de Mayo (LP) | 9 de octubre | 16:00 |
| Alianza (CC)       | 1 - 2 | Racing (T)                | 9 de octubre | 16:00 |
| Independiente (RC) | 0 - 1 | Cruz del Sur (B)          | 9 de octubre | 20:00 |

| Racing (T)                | 0 - 1 | Sol de Mayo        | 15 de octubre | 16:30 |
| Cruz del Sur (B)          | 1 - 0 | Deportivo Rincón   | 16 de octubre | 11:00 |
| Deportivo 25 de Mayo (LP) | 0 - 1 | Alianza (CC)       | 16 de octubre | 16:00 |
| Germinal                  | 3 - 0 | Independiente (RC) | 16 de octubre | 16:30 |

| Independiente (RC)        | 1 - 0 | Racing (T)       | 23 de octubre | 16:00 |
| Deportivo 25 de Mayo (LP) | 2 - 2 | Cruz del Sur (B) | 23 de octubre | 16:00 |
| Alianza (CC)              | 1 - 0 | Sol de Mayo      | 23 de octubre | 16:00 |
| Deportivo Rincón          | 2 - 0 | Germinal         | 23 de octubre | 17:00 |

| Sol de Mayo      | 0 - 0 | Independiente (RC)        | 30 de octubre | 11:00 |
| Racing (T)       | 4 - 2 | Deportivo Rincón          | 30 de octubre | 16:00 |
| Germinal         | 4 - 0 | Deportivo 25 de Mayo (LP) | 30 de octubre | 16:00 |
| Cruz del Sur (B) | 2 - 1 | Alianza (CC)              | 30 de octubre | 16:00 |

| Cruz del Sur (B)          | 0 - 0 | Germinal           | 6 de noviembre | 16:00 |
| Deportivo 25 de Mayo (LP) | 3 - 1 | Racing (T)         | 6 de noviembre | 16:00 |
| Alianza (CC)              | 1 - 1 | Independiente (RC) | 6 de noviembre | 16:00 |
| Deportivo Rincón          | 2 - 0 | Sol de Mayo        | 6 de noviembre | 17:00 |

| Sol de Mayo        | 1 - 0 | Deportivo 25 de Mayo (LP) | 12 de noviembre | 16:00 |
| Independiente (RC) | 1 - 1 | Deportivo Rincón          | 12 de noviembre | 16:00 |
| Germinal           | 1 - 0 | Alianza (CC)              | 12 de noviembre | 16:00 |
| Racing (T)         | 2 - 3 | Cruz del Sur (B)          | 12 de noviembre | 17:00 |

## Segunda a Cuarta fase

### Segunda fase

#### Primer ascenso

##### Enfrentamientos
| Llave | Equipo 1                     | Global        | Equipo 2                           |
| ----- | ---------------------------- | ------------- | ---------------------------------- |
| 1     | Huracán (Comodoro Rivadavia) | 0 - 6         | Germinal                           |
| 2     | Sol de Mayo                  | 0 - 2         | Jorge Newbery (Comodoro Rivadavia) |
| 3     | Sansinena                    | (4) 1 - 1 (3) | Kimberley                          |
| 4     | Sarmiento (Ayacucho)         | (6) 2 - 2 (5) | Bella Vista (Bahía Blanca)         |

| Germinal           | 5 - 0 | Huracán (CR)  | El Fortín          | 16 de noviembre | 16:30 |
| Kimberley          | 1 - 1 | Sansinena     | José María Minella | 16 de noviembre | 17:00 |
| Jorge Newbery (CR) | 0 - 0 | Sol de Mayo   | La Madriguera      | 16 de noviembre | 18:00 |
| Bella Vista (BB)   | 0 - 0 | Sarmiento (A) | Ignacio Nicolás    | 17 de noviembre | 17:00 |

| Huracán (CR)  | 0 - 1 | Germinal           | César Muñoz                         | 20 de noviembre | 16:00 |
| Sol de Mayo   | 0 - 2 | Jorge Newbery (CR) | Sol de Mayo                         | 20 de noviembre | 17:00 |
| Sansinena     | 0 - 0 | Kimberley          | Luis Molina                         | 20 de noviembre | 17:00 |
| Sarmiento (A) | 2 - 2 | Bella Vista (BB)   | Municipal Dr. José Antonio Barbieri | 21 de noviembre | 20:00 |

#### Segundo ascenso

##### Enfrentamientos
| Llave | Equipo 1                 | Global | Equipo 2                     |
| ----- | ------------------------ | ------ | ---------------------------- |
| 1     | Deportivo Camioneros     | 3 - 2  | Sportivo Barracas (Colón)    |
| 2     | Belgrano (San Nicolás)   | 0 - 3  | Independiente (Chivilcoy)    |
| 3     | Comercio Central Unidos  | 1 - 4  | Tiro Federal (Morteros)      |
| 4     | Estudiantes (Río Cuarto) | 5 - 3  | Güemes (Santiago del Estero) |

| Independiente (C)     | 2 - 0 | Belgrano (SN)           | Raúl Orlando Lungarzo | 16 de noviembre | 17:00 |
| Güemes (SdE)          | 2 - 1 | Estudiantes (RC)        | Arturo Miranda        | 16 de noviembre | 17:00 |
| Sportivo Barracas (C) | 2 - 2 | Deportivo Camioneros    | Roberto Tito Pérez    | 16 de noviembre | 18:00 |
| Tiro Federal (M)      | 4 - 0 | Comercio Central Unidos | Bautista Monetti      | 16 de noviembre | 21:15 |

| Deportivo Camioneros    | 1 - 0 | Sportivo Barracas (C) | Hugo Moyano          | 20 de noviembre | 17:00 |
| Comercio Central Unidos | 1 - 0 | Tiro Federal (M)      | Raúl Adolfo Seijas   | 20 de noviembre | 17:00 |
| Estudiantes (RC)        | 4 - 1 | Güemes (SdE)          | Ciudad de Río Cuarto | 20 de noviembre | 19:00 |
| Belgrano (SN)           | 0 - 1 | Independiente (C)     | Fortunato Bonelli    | 20 de noviembre | 19:30 |

#### Tercer ascenso

##### Enfrentamientos
| Llave | Equipo 1               | Global        | Equipo 2               |
| ----- | ---------------------- | ------------- | ---------------------- |
| 1     | San Martín (Formosa)   | 2 - 4         | Ferroviario Corrientes |
| 2     | Textil Mandiyú         | (3) 2 - 2 (1) | Atlético Laguna Blanca |
| 3     | Deportivo Achirense    | 1 - 3         | Ben Hur                |
| 4     | Tiro Federal (Rosario) | 3 - 4         | Belgrano (Paraná)      |

##### Resultados
| Ferroviario (C)        | 2 - 0 | San Martín (F)      | Juan Hugo Moyanoallejos | 16 de noviembre | 17:00 |
| Atlético Laguna Blanca | 1 - 1 | Textil Mandiyú      | Atlético Laguna Blanca  | 16 de noviembre | 17:00 |
| Belgrano (P)           | 2 - 2 | Tiro Federal (R)    | Nuevo Mondonguero       | 16 de noviembre | 17:15 |
| Ben Hur                | 2 - 1 | Deportivo Achirense | Parque                  | 16 de noviembre | 21:00 |

| Tiro Federal (R)    | 1 - 2 | Belgrano (P)           | Fortín de Ludueña         | 20 de noviembre | 17:00 |
| San Martín (F)      | 2 - 2 | Ferroviario (C)        | Antonio Romero            | 20 de noviembre | 17:00 |
| Textil Mandiyú      | 1 - 1 | Atlético Laguna Blanca | José Antonio Romero Feris | 20 de noviembre | 17:00 |
| Deportivo Achirense | 0 - 1 | Ben Hur                | Guillermo Bonnín          | 20 de noviembre | 19:00 |

#### Cuarto ascenso

##### Enfrentamientos
| Llave | Equipo 1              | Global | Equipo 2                   |
| ----- | --------------------- | ------ | -------------------------- |
| 1     | Colón Juniors         | 4 - 0  | Pacífico                   |
| 2     | Huracán Las Heras     | 3 - 2  | Sportivo Peñarol (Chimbas) |
| 3     | Talleres (Perico)     | 0 - 3  | Almirante Brown (Lules)    |
| 4     | Central Norte (Salta) | 1 - 0  | Mitre (Salta)              |

| Pacífico             | 0 - 2 | Colón Juniors     | El Gigante de Cemento    | 16 de noviembre | 21:30 |
| Sportivo Peñarol (C) | 1 - 1 | Huracán Las Heras | Ramón Pablo Rojas        | 16 de noviembre | 21:45 |
| Almirante Brown (L)  | 2 - 0 | Talleres (P)      | Almirante Brown de Lules | 18 de noviembre | 17:00 |
| Mitre (S)            | 0 - 1 | Central Norte (S) | Miguel Pascual Soler     | 18 de noviembre | 19:00 |

| Huracán Las Heras | 2 - 1 | Sportivo Peñarol (C) | General San Martín       | 20 de noviembre | 17:00 |
| Colón Juniors     | 2 - 0 | Pacífico             | Dr. Jorge R. Barassi     | 20 de noviembre | 17:00 |
| Talleres (P)      | 0 - 1 | Almirante Brown (L)  | Doctor Plinio Zabala     | 22 de noviembre | 18:00 |
| Central Norte (S) | 0 - 0 | Mitre (S)            | Padre Ernesto Martearena | 25 de noviembre | 22:00 |

### Tercera fase

#### Primer ascenso

##### Enfrentamientos
| Llave | Equipo 1             | Global        | Equipo 2                           |
| ----- | -------------------- | ------------- | ---------------------------------- |
| 1     | Germinal             | (3) 5 - 5 (1) | Jorge Newbery (Comodoro Rivadavia) |
| 2     | Sarmiento (Ayacucho) | 1 - 4         | Sansinena                          |

##### Resultados
| Jorge Newbery (CR) | 4 - 2 | Germinal      | La Madriguera | 27 de noviembre | 17:00 |
| Sansinena          | 2 - 1 | Sarmiento (A) | Luis Molina   | 27 de noviembre | 17:00 |

| Germinal      | 3 - 1 | Jorge Newbery (CR) | El Fortín                           | 4 de diciembre | 17:00 |
| Sarmiento (A) | 0 - 2 | Sansinena          | Municipal Dr. José Antonio Barbieri | 4 de diciembre | 18:30 |

#### Segundo ascenso

##### Enfrentamientos
| Llave | Equipo 1                 | Global | Equipo 2                  |
| ----- | ------------------------ | ------ | ------------------------- |
| 1     | Deportivo Camioneros     | 1 - 2  | Independiente (Chivilcoy) |
| 2     | Estudiantes (Río Cuarto) | 4 - 3  | Tiro Federal (Morteros)   |

##### Resultados
| Independiente (C) | 1 - 1 | Deportivo Camioneros | Raúl Orlando Lungarzo | 27 de noviembre | 17:00 |
| Tiro Federal (M)  | 2 - 0 | Estudiantes (RC)     | Bautista Monetti      | 27 de noviembre | 18:30 |

| Deportivo Camioneros | 0 - 1 | Independiente (C) | Hugo Moyano          | 4 de diciembre | 17:00 |
| Estudiantes (RC)     | 4 - 1 | Tiro Federal (M)  | Ciudad de Río Cuarto | 4 de diciembre | 19:00 |

#### Tercer ascenso

##### Enfrentamientos
| Llave | Equipo 1       | Global        | Equipo 2               |
| ----- | -------------- | ------------- | ---------------------- |
| 1     | Textil Mandiyú | 2 - 1         | Ferroviario Corrientes |
| 2     | Ben Hur        | (4) 0 - 0 (2) | Belgrano (Paraná)      |

##### Resultados
| Belgrano (P)    | 0 - 0 | Ben Hur        | Nuevo Mondonguero       | 27 de noviembre | 17:00 |
| Ferroviario (C) | 0 - 1 | Textil Mandiyú | Juan Hugo Moyanoallejos | 27 de noviembre | 17:00 |

| Textil Mandiyú | 1 - 1 | Ferroviario (C) | José Antonio Romero Feris | 4 de diciembre | 17:00 |
| Ben Hur        | 0 - 0 | Belgrano (P)    | Parque                    | 4 de diciembre | 20:00 |

#### Cuarto ascenso

##### Enfrentamientos
| Llave | Equipo 1              | Global        | Equipo 2                |
| ----- | --------------------- | ------------- | ----------------------- |
| 1     | Colón Juniors         | (4) 2 - 2 (5) | Huracán Las Heras       |
| 2     | Central Norte (Salta) | 3 - 2         | Almirante Brown (Lules) |

##### Resultados
| Huracán Las Heras   | 2 - 0 | Colón Juniors     | General San Martín    | 27 de noviembre | 17:00 |
| Almirante Brown (L) | 2 - 1 | Central Norte (S) | Doctor Antonio Moreno | 30 de noviembre | 17:00 |

| Central Norte (S) | 2 - 0 | Almirante Brown (L) | Padre Ernesto Martearena | 4 de diciembre | 17:00 |
| Colón Juniors     | 2 - 0 | Huracán Las Heras   | Dr. Jorge R. Barassi     | 4 de diciembre | 17:00 |

### Cuarta fase

#### Primer ascenso

##### Enfrentamiento
| Equipo 1  | Global | Equipo 2 |
| --------- | ------ | -------- |
| Sansinena | 2 - 0  | Germinal |

##### Resultados
| Germinal | 0 - 0 | Sansinena | El Fortín | 11 de diciembre | 11:00 |

| Sansinena | 2 - 0 | Germinal | Luis Molina | 17 de diciembre | 17:00 |

#### Segundo ascenso

##### Enfrentamiento
| Equipo 1                 | Global | Equipo 2                  |
| ------------------------ | ------ | ------------------------- |
| Estudiantes (Río Cuarto) | 2 - 1  | Independiente (Chivilcoy) |

##### Resultados
| Independiente (C) | 1 - 2 | Estudiantes (RC) | Raúl Orlando Lungarzo | 11 de diciembre | 17:15 |

| Estudiantes (RC) | 0 - 0 | Independiente (C) | Ciudad de Río Cuarto | 17 de diciembre | 21:15 |

#### Tercer ascenso

##### Enfrentamiento
| Equipo 1       | Global | Equipo 2 |
| -------------- | ------ | -------- |
| Textil Mandiyú | 1 - 0  | Ben Hur  |

##### Resultados
| Ben Hur | 0 - 0 | Textil Mandiyú | Parque | 11 de diciembre | 20:00 |

| Textil Mandiyú | 1 - 0 | Ben Hur | José Antonio Romero Feris | 17 de diciembre | 17:00 |

#### Cuarto ascenso

##### Enfrentamiento
| Equipo 1              | Global        | Equipo 2          |
| --------------------- | ------------- | ----------------- |
| Central Norte (Salta) | (2) 4 - 4 (3) | Huracán Las Heras |

##### Resultados
| Huracán Las Heras | 2 - 2 | Central Norte (S) | General San Martín | 11 de diciembre | 17:00 |

| Central Norte (S) | 2 - 2 | Huracán Las Heras | Padre Ernesto Martearena | 18 de diciembre | 17:00 |

## Goleadores
| Pos. | Jugador              | Jugador           | Goles | Equipo              |
| ---- | -------------------- | ----------------- | ----- | ------------------- |
| 1.º  | Bandera de Argentina | Fabricio Reyes    | 18    | Central Norte (S)   |
| 2.º  | Bandera de Argentina | Bruno Nasta       | 14    | Deportivo Achirense |
| 3.º  | Bandera de Argentina | Cristian Lucero   | 13    | Huracán Las Heras   |
| 4.º  | Bandera de Argentina | Mariano McCoubrey | 12    | Sansinena           |
| 5.º  | Bandera de Argentina | Eugenio Sabedra   | 11    | General Rojo        |

Fuente: www.soloascenso.com.ar